# Dominat
Dominatul, sau Imperiul Roman Târziu, a fost faza de regim monarhic totalitar ce a urmat Principatului în Imperiul Roman. Dominatul a început după încheierea crizei din 235-284 și a durat până la asediul Constantinopolului și colapsul Imperiului Roman de Răsărit din 1453. În Imperiul Roman de Răsărit, mai ales în timpul lui Iustinian I, sistemul dominatului a evoluat spre absolutism autocratic.
Termenul de „dominat” provine din latinescul dominus („stăpân”). Termenul era utilizat de sclavi pentru a-și apela stăpânii. Termenul a fost utilizat de împărați încă din dinastia iulio-claudiană. Dioclețian a fost însă primul care s-a impus ca „stăpân” deplin al imperiului, imaginea împăratului schimbându-se prin afișarea puterii sale.

## Criza secolului al III-lea

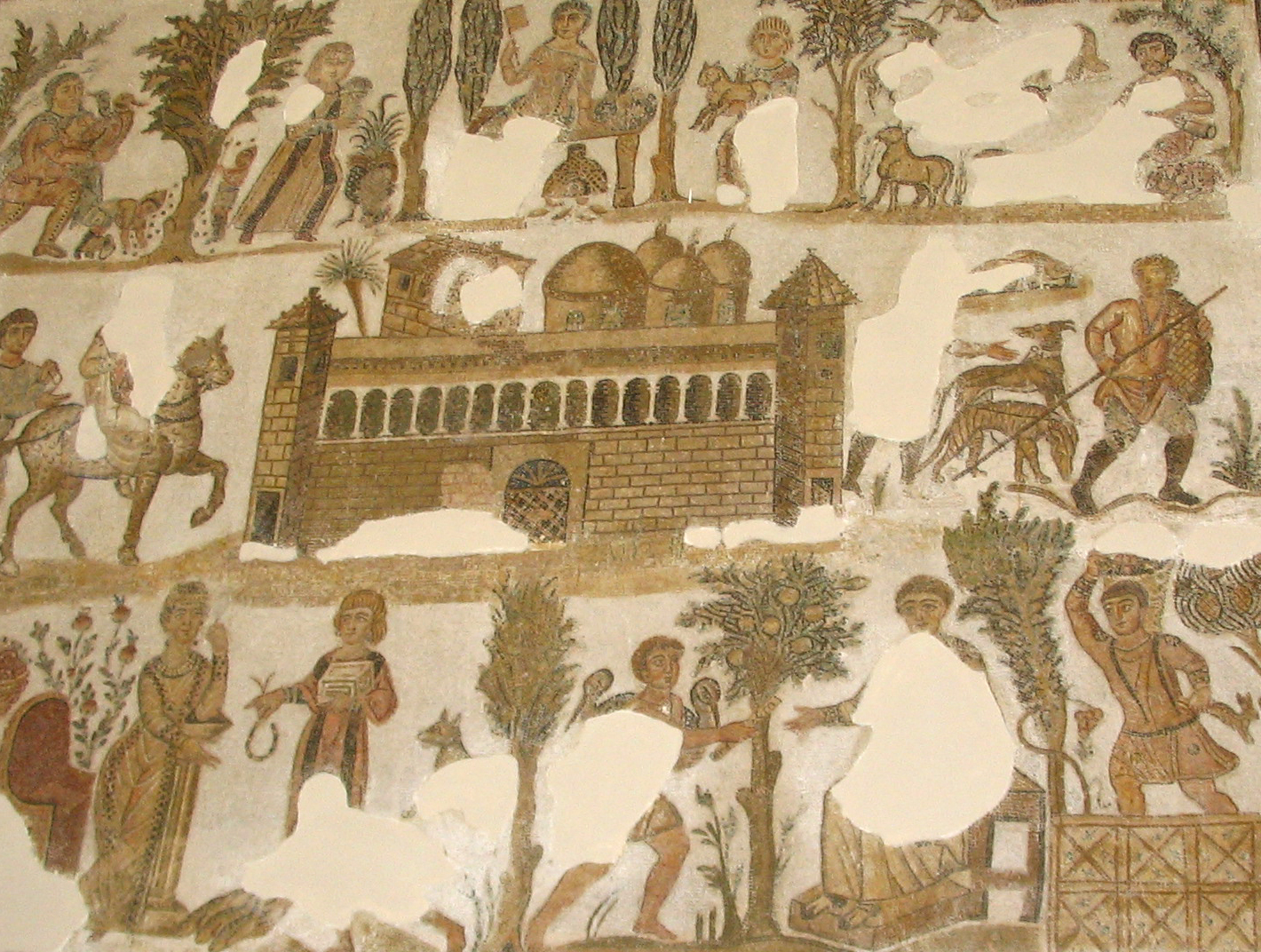
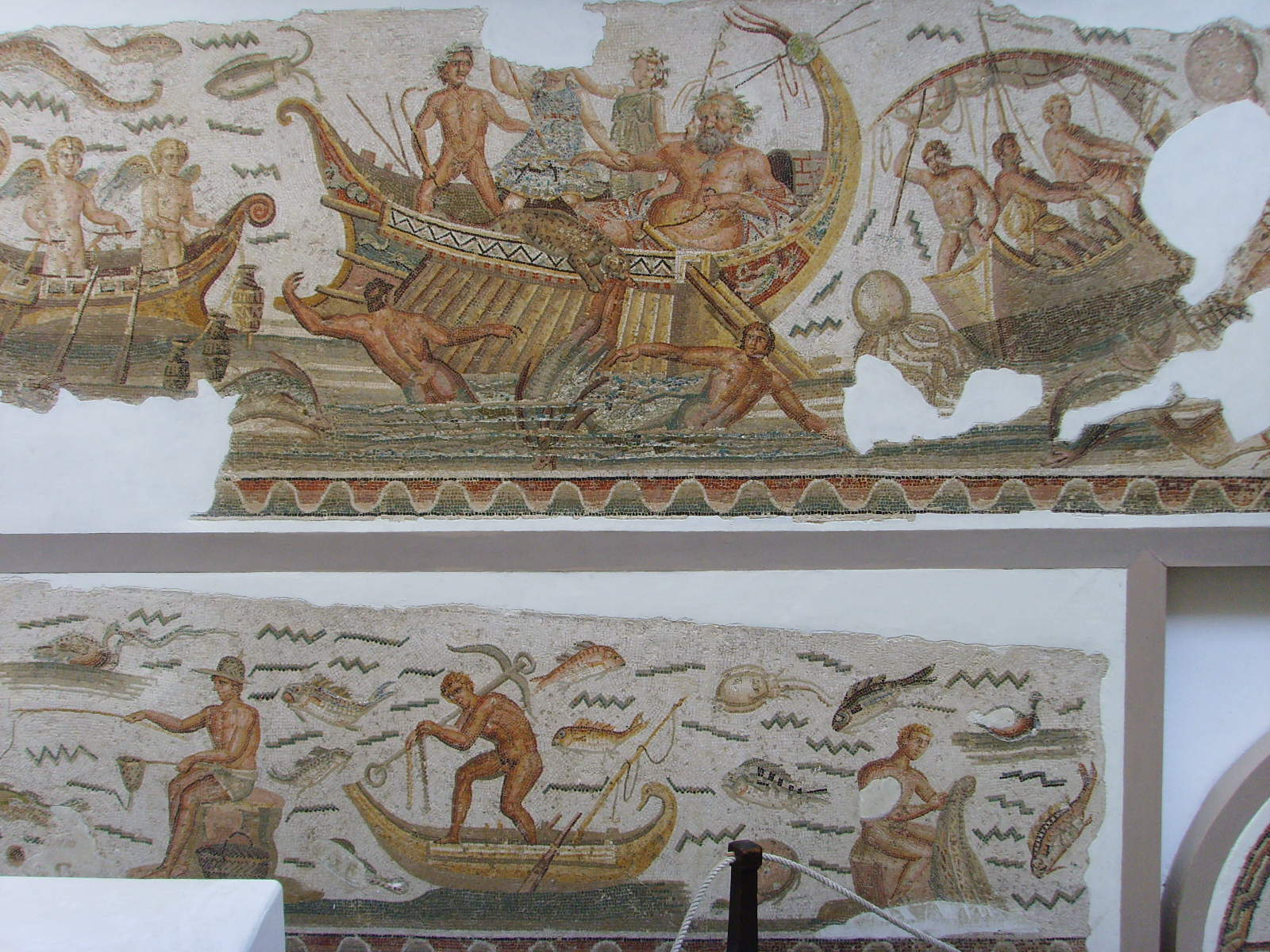
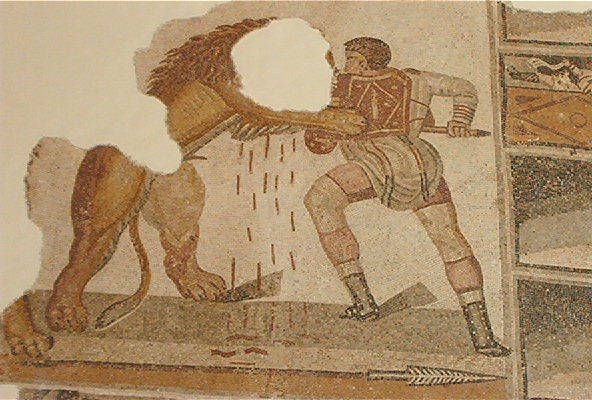
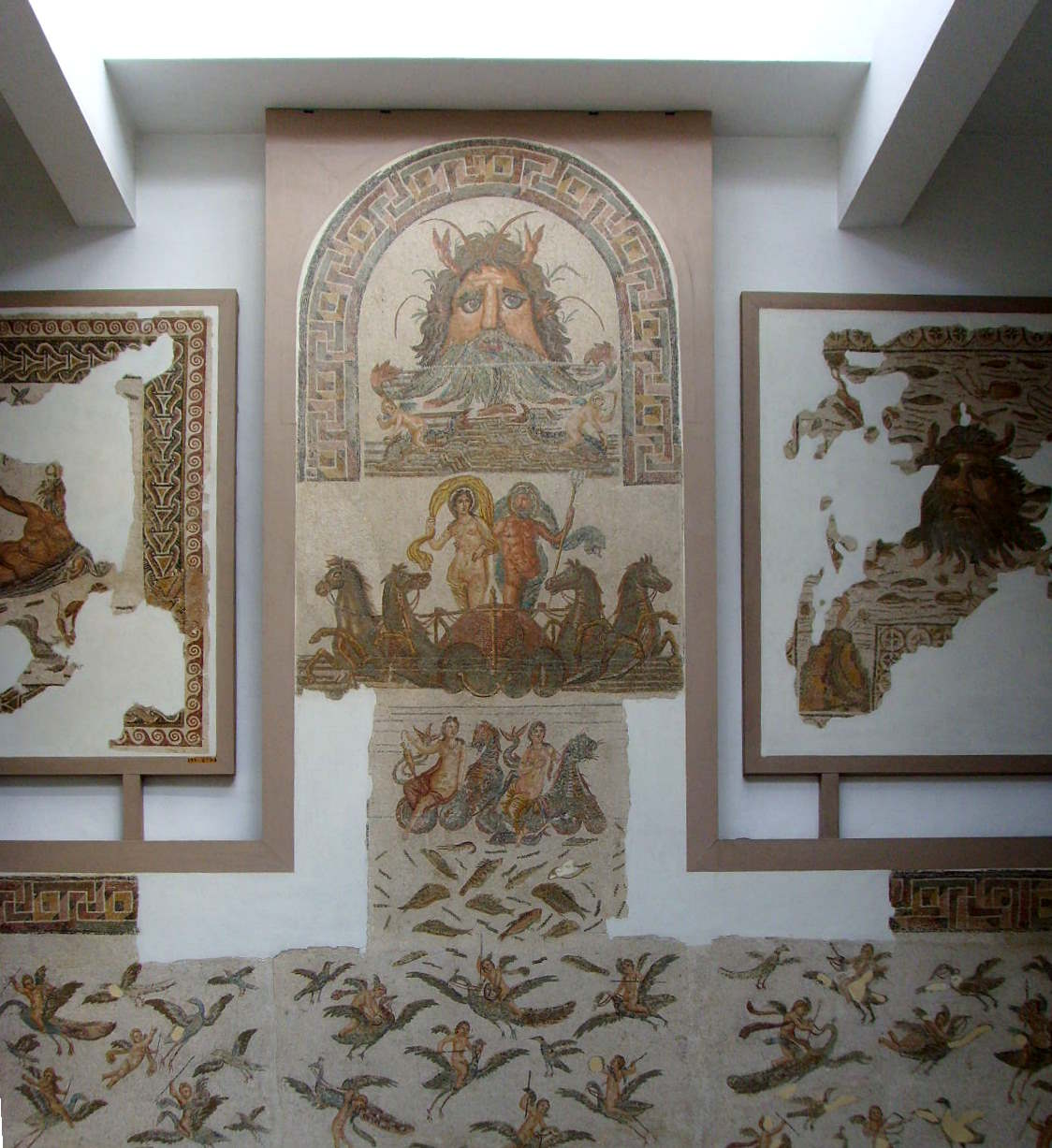
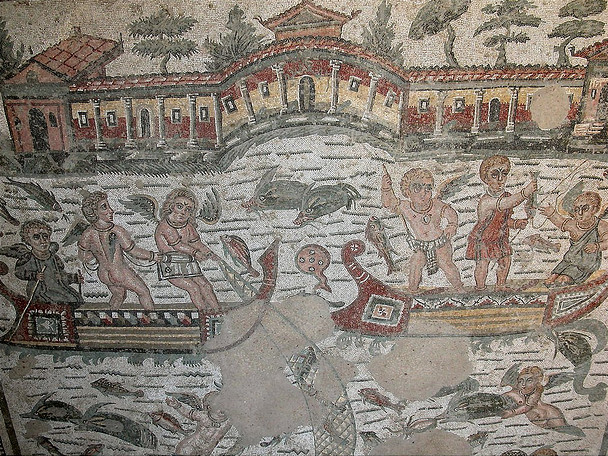
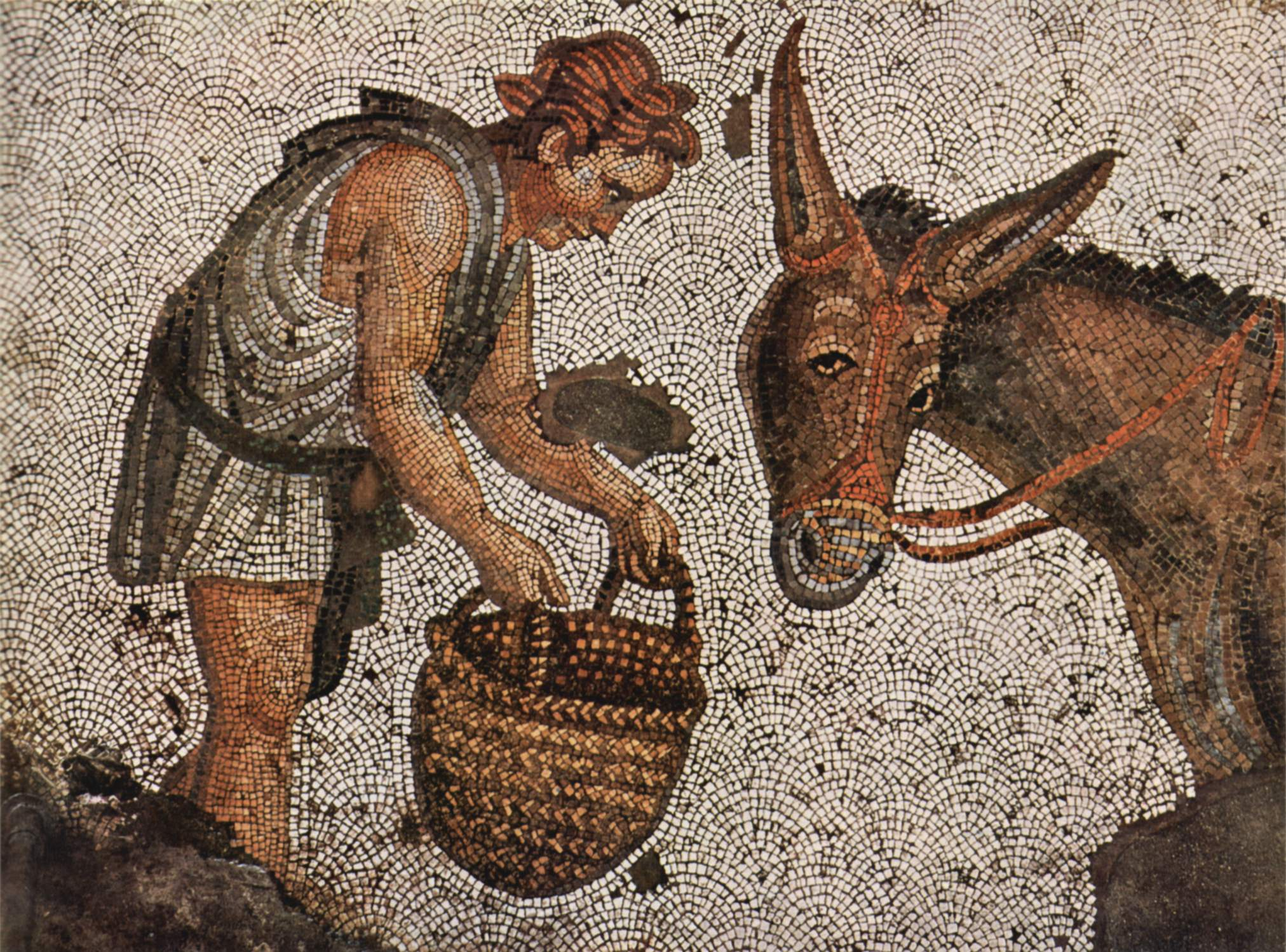
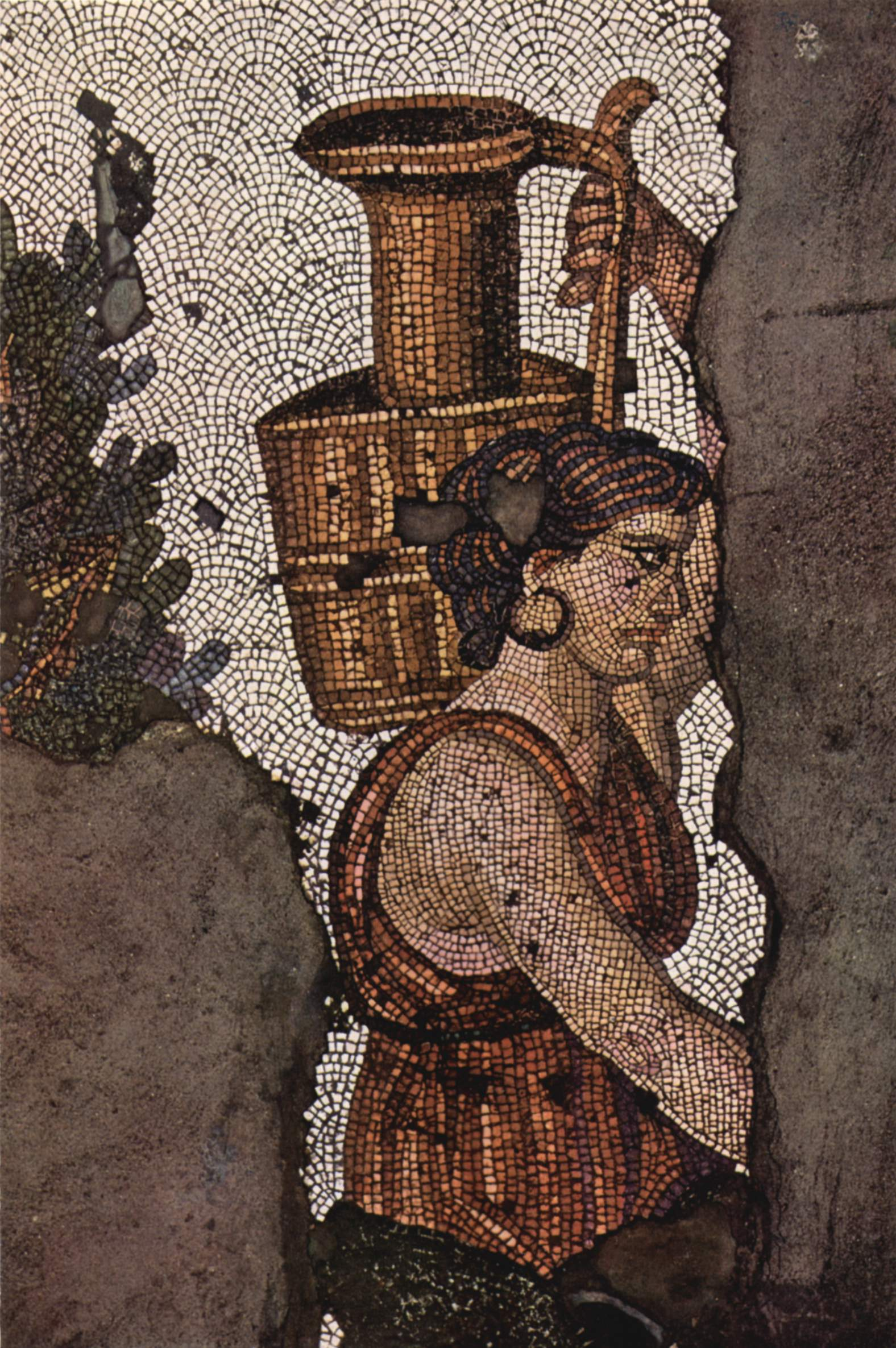

### Anarhia militarǎ: barbari și uzurpatori
Dinastia Antoninilor a fost o adevărată epoca de aur a Principatului. Dar în timpul domniei împăratului Marc Aureliu au izbucnit primele semne ale slăbirii imperiului: atacurile germanicilor, războiul cu parții din Orient, uzurparea lui Avidius Cassius din 175.
Criza secolului al III-lea s-a caracterizat și prin conflictul dintre senat și armata ce proclama împăratul. În timpul domniei lui Hadrian, imperiul a trecut la o politică defensivă împotriva populațiilor considerate „barbare” ce năvăleau pe limes. Limes-ul a determinat constituirea spațiului cultural dinstinct, cel al culturii de frontieră, un spațiu intermediar dintre imperiu și lumea barbarǎ, unde se desăvârșeau confederații sau uniuni tribale ce conduceau raiduri de mică amploare. Cǎpetenile doreau să-și mențină prestigiul prin purtarea unui război permanent, societatea acestora fiind constituită din aristocrația militară, ai căror membri mențineau războinici ce trebuiau întreținuți, iar prăzile reprezentau principala modalitate de achiziționare a bunurilor de prestigiu. Politica de recrutare provincială în cadrul armatei imperiale, începută de la Hadrian, a dus la constituirea armatelor regionale, staționate la limes. De pe urma victoriilor obținute împotriva barbarilor, comandanții triumfători profitau de situație și erau proclamați împărați de către soldați, și cum uzurpatorii trebuiau să se deplaseze la Roma pentru a obține recunoașterea senatului, părăseau frontiera, ceea ce favoriza intensificarea raidurilor.
Regimul instituit de Augustus, ce avea o aparență republicană, presupunea o colaborare formală cu senatul. Senatul părea să fie deposedat de prerogativele pe care le deținuse. Armata, încă din anii 68-69, proclama împărați în oricare colț al imperiului. Ascensiunea militarilor a fost determinată de problemele externe cu care se confrunta imperiul: războaiele din Orient, ascensiunea dinastiei Sasanizilor în Parthia, reactivarea limes-ului renano-danubian, unde populațiile germanice declanșau o serie de năvăliri asupra teritoriilor imperiale.
Puterea senatului a scăzut în privința rolului sǎu decizional. Din epoca Principatului, membrii senatului au promovat quies și mediocritas drept calități esențiale pentru supraviețuire. Autoritatea monarhică se impunea, iar prestigiile senatului scădeau după ce împăratul avea favoriții-homines noui. În secolul al III-lea, autoritatea senatului a decăzut. 
Fenomenul uzurpărilor a devenit tot mai frecvent în decursul secolului, fiind determinat de conflictele externe și invaziile „barbarilor” din nord. Raidurile barbarilor permiteau unui comandant militar să câștige un prestigiu militar prin intermediul victoriei, iar soldații puteau să-l proclame „Augustus”. Pentru a-i fi legitimată titulatura, uzurpatorul trebuia să obțină recunoașterea din partea împǎratului în exercițiu sau a senatului roman și să se deplaseze spre Roma. Toate acestea contribuiau la instabilitatea guvernării și la accentuarea crizei.
Sentimentul dinastic a crescut în rândul militarilor. O serie de uzurpatori au tins spre crearea unei dinastii, cooptând rude la guvernare, în calitate de moștenitori desemnați. Din timpul împăraților illyri erau tot mai mulți asociați prin legaturi de rudenie cooptați. Formele exterioare ale puterii sunt întărite și sunt adoptate în plan ideologic elemente orientale. Coroana radiantă a devenit un simbol al puterii utilizat pentru împărați din timpul vieții, marcând superioritatea. De la Gallienus, diadema elenistică este folosită regulat în monede, alături de cununa de lauri sau coroana radiată.
După asasinarea ultimului împărat din dinastia Severilor, Alexandru Sever, de către o conjurație, Maximin Tracul a fost proclamat „Augustus”, fiind primul împărat roman de origine barbară. Pretendentul ce i-a luat locul lui Alexander, Iulius Maximinius, era un simplu soldat înaintat în rangul ecvestru.

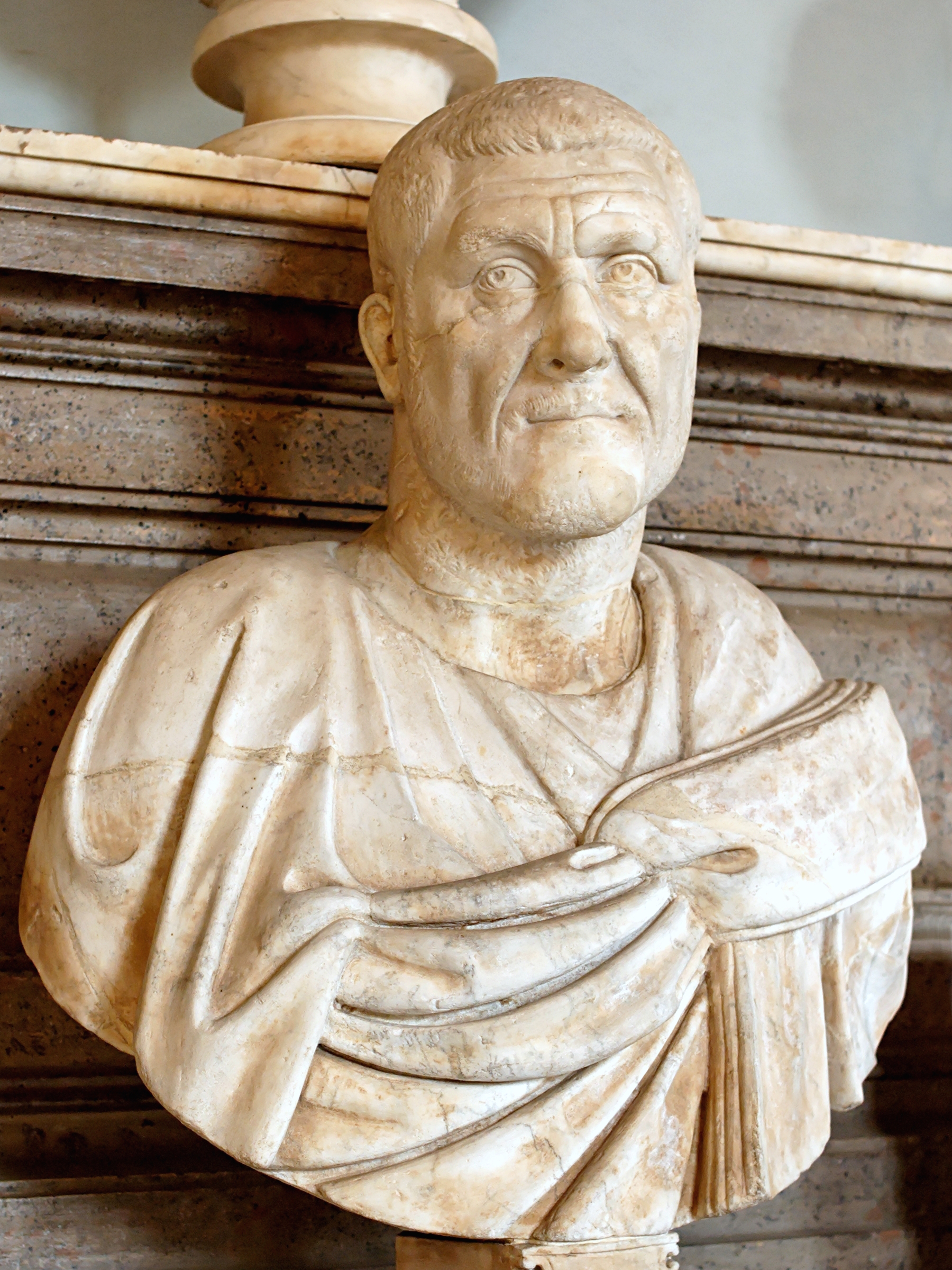
Maximinus Thrax

Maximinus era înzestrat cu o forță fizică extraordinară, capabil să lupte cu 15 soldați deodată. Părea să fie un model de comportament. Brutalitatea, cruzimea, lipsa de educație erau însă defectele majore ale acestuia. Membrii senatului se temeau de el, rugându-se zeilor să nu pășească în Roma. Era de origine umilă, provenind dintr-un mediu militar, neavând educație aleasă. Dar proveniența din armată i-a scos la iveală o anumită calitate necesară pentru a deveni un Augustus: vitejia, alături de disciplina militară, duritatea, cruzimea și brutalitatea. 
A fost proclamat împărat după ce a înăbușit două revolte ale trupelor din nord, justificându-și proclamarea de împărat pentru restaurarea ordinii în zona Rinului și la frontiera de la Dunăre. I-a înlocuit pe consilierii lui Alexandru și a stârnit opoziția senatului. Având nevoie de bani, a promis dublarea soldei, determinându-l să practice o politică fiscală impovoratoare, ceea ce a determinat un grup de proprietari de pământ din Africa să-l asasineze pe procurorul împăratului.
În urma revoltei, M. Antonius Gordianus, proconsulul Africii, a fost proclamat împărat; având peste 80 de ani și fiind descendent al Gracchilor și al lui Traian, este recunoscut de Senat, care a desemnat un comitet din 20 de senatori ca să apere Italia împotriva lui Maximinius. L-a numit regent pe fiul sau, Gordian al II-lea. În aprilie 238, ambii au fost uciși într-un război împotriva guvernatorului Numidiei, care i s-a alăturat lui Maximinius. Senatul numește doi membri ai comisiei, pe Clodius Pupienus Maximus și pe Caelius Balbinus ca împărați cu drepturi egale. 
Maximinus ignoră Senatul și pornește din Pannonia spre Italia, întâmpinând o puternică rezistență. În timp ce încerca să cucerească orașul de granița Aquileia, italicii au tăiat calea coloanelor ce-i veneau în ajutor, iar armata sa înfometată îl ucide în iunie împreună cu fiul sau. 

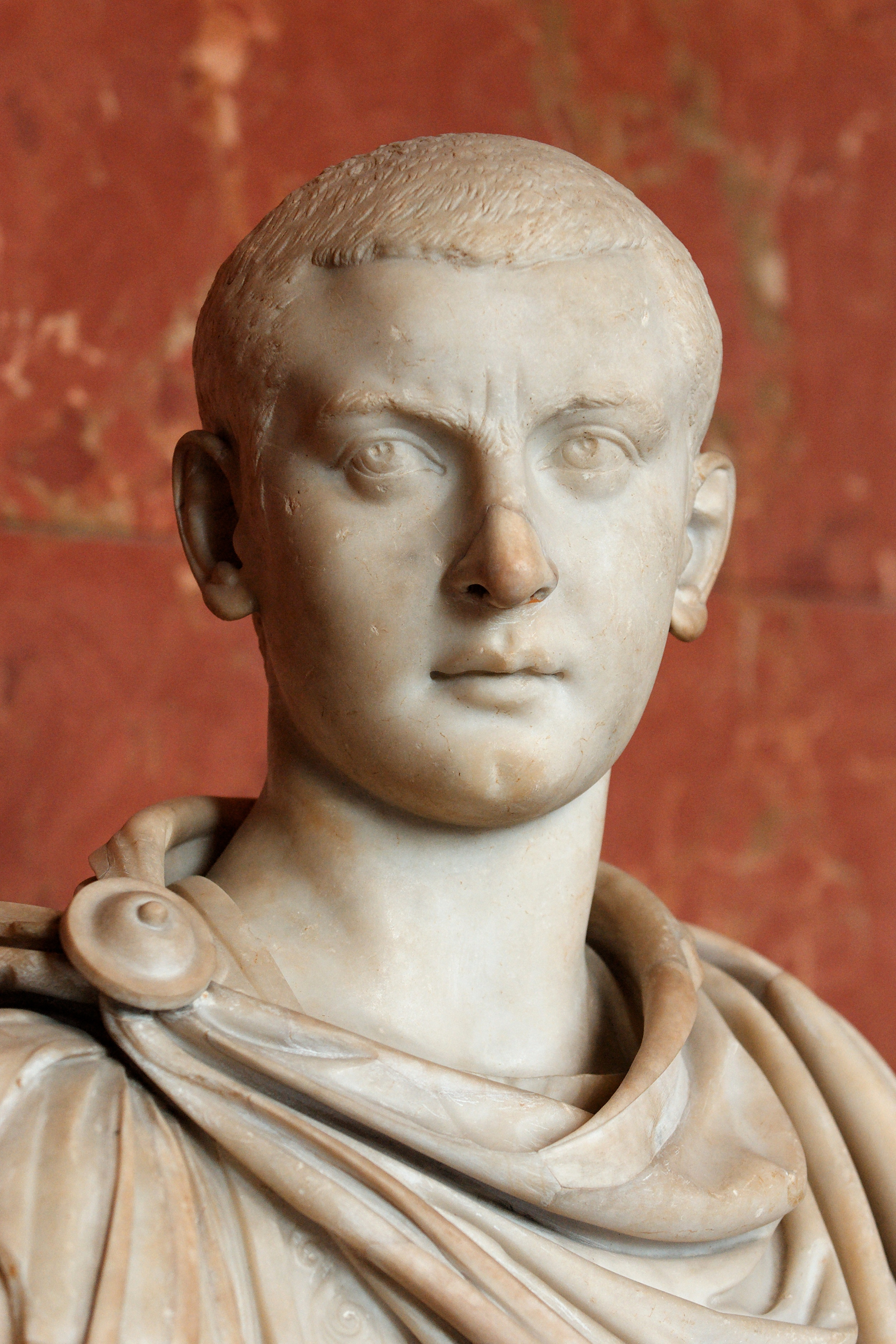
Gordianus III

La scurt timp, gărzile pretoriene i-au ucis și pe împărații Pupienus și Balbinus și au impus Senatului un nou împărat, nepotul lui Gordian I, în vârstă de 13 ani. Gordian al III-lea l-a ales ca perfect al pretoriului și consilier pe Furius Timesitheus, ce va exercita autoritatea efectivă în stat. 

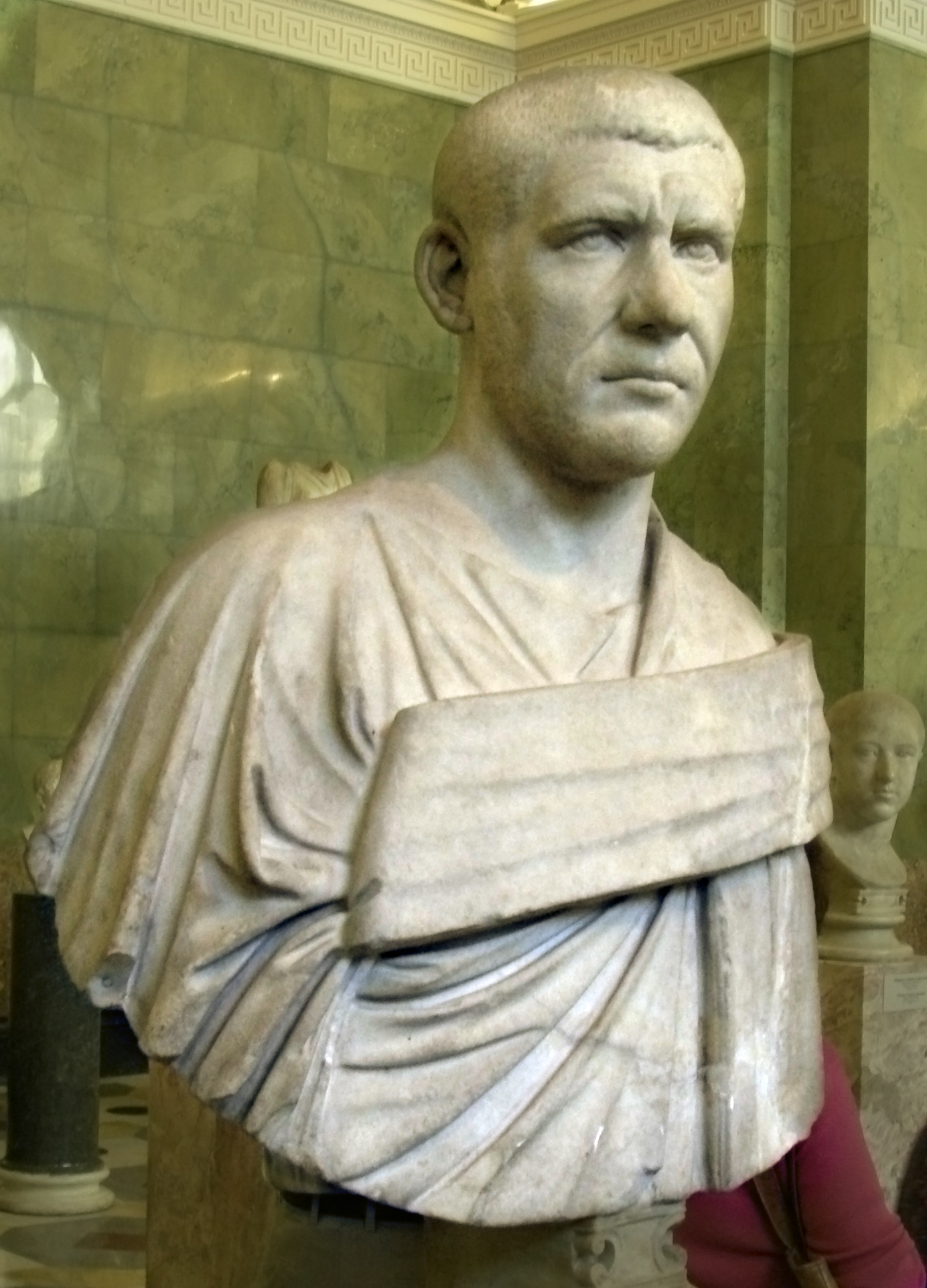
Philippus Arabus

În 242, Gordian, împreună cu Timesitheus, a plecat în Orient pentru a respinge invazia perșilor ce au ocupat Carrhae și Nisibis și amenință Antiochia. În 243, Timesitheus moare, iar Gordian este aruncat în brațele noului perfect al pretoriului, ofițerul arab M . Iulius Phillipus, care a organizat o revoltă și l-a înlăturat pe tânărul împărat. Uzurpatorul a încheiat cu Shapur pacea și a protejat frontiera. A revenit pe frontul din nord, unde a înfrânt triburile germane în 246 și pe carpii din Dacia în 247. Și-a ridicat fiul la rang de Augustus, Filip Arabul sperând să fondeze o nouă dinastie. A ajuns la un acord cu Senatul, devenind un bun administrator. Dar unul din pretendenții la tron, ofițer din Pannonia, Messius Decius, forțat de trupele sale, pleacă din Dacia. Îl va învinge pe Filip la Verona. Filip este ucis, iar fiul sau este ucis de pretorieni în 249. Decius este confirmat de senat ca împărat și a fost numit „Traianus”. A fost preocupat în scurtă să domnie cu persecuțiile creștine. 

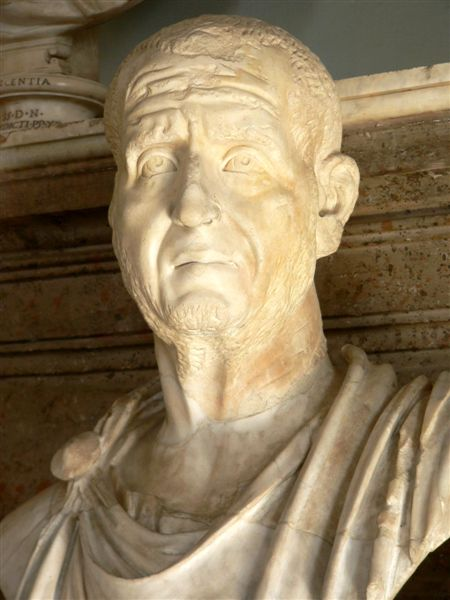
Traianus Decius

Fiindcă și-a părăsit postul, Decius a lăsat Peninsula Balcanică pradă goților și triburilor înrudite. S-a întors să-i alunge pe invadatori, ce au ocupat Tracia. A fost învins de goți la Abrittus, în Dobrogea, fiind ucis în 251, trădat de guvernatorul celor două Moesii, Trebonianus Gallus, care a fost proclamat împărat de către trupele sale. Gallus a încheiat o pace rușinoasă cu goții și a fost recunoscut de senat când a venit la Roma fiul sau, Volsianus, devenit împărat cu drepturi egale cu ale tatălui sau. Succesorul său la comanda Moesiei, maurul Aemilius Aemilianus l-a invadat pe Cniva, regele goților din Moesia, în 253. A izbucnit un nou război civil în Italia, terminându-se cu moartea lui Gallus la Iteramna. Aemilianus s-a asigurat că nu vor mai izbucni alte revolte și a ajuns la o înțelegere cu Senatul, dar trupele sale l-au ucis după trei luni de domnie. Locul său a fost ocupat de ultimul reprezentant al vechii nobilimi republicane, P. Licinius Valerianus, numit censor în timpul lui Decius, fiind proclamat împărat de către trupele sale. 
Valerian a câștigat încrederea senatului și a reinstaurat disciplina în rândul armatei militare. Frontiera de la Dunăre era invadată de goți și alamani. De asemenea, se remarcă francii, reunindu-i pe cherusci, chatii și alți vechi inamici ai Romei în 256. Saxonii de pe coastele Iutlandei și Frisiei s-au aventurat în Canalul Mânecii cu ambarcațiunile lor de pirați. Pe frontul de pe Eufrat, Shapur a profitat de situație. „Ciuma lui Ciprian” a făcut ravagii, în 262 a ajuns în Italia și Africa, iar la Roma, mureau zilnic câte 5000 de oameni.

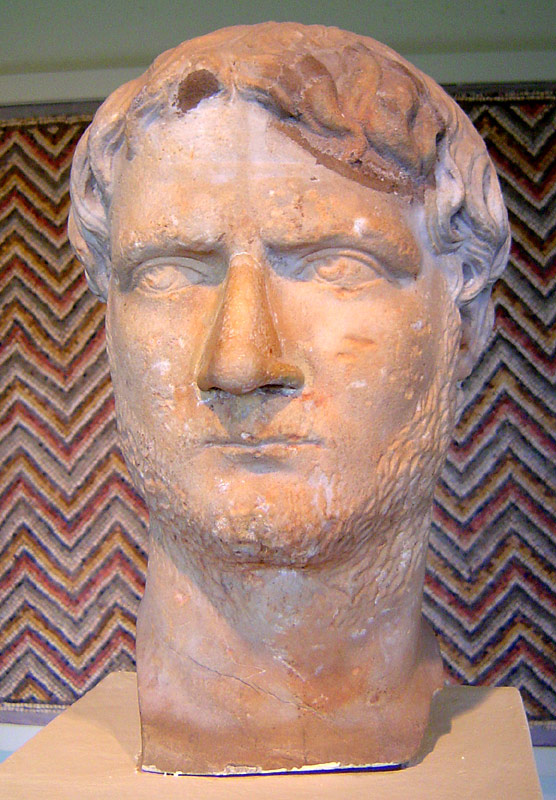
Gallienus

Valerian a ajuns la Roma și l-a ridicat pe fiul său Gallienus la rangul de Augustus și a împărțit cu el conducerea imperiului. Când Valerian se pregătea să-i înfrunte pe parți, Gallienus a stopat cu succes înaintarea alamanilor pe frontiera de la Rin și a fost numit împărat de Apus. Francii au cucerit estul și centrul Galiei și nord-estul Spaniei, iar alamanii au pătruns în Italia. Gallienus a pornit spre sud și i-a învins lângă Milano în 259. A trebuit să-l confrunte și pe pretendentul la tron, Ingenuus, guvernatorul Pannoniei, apoi pe Regillianus. Între timp, Postumus l-a ucis pe generalul Salonius și a luat cu asalt oraș după oraș și a obținut controlul asupra Galiei, Spaniei și Britaniei.

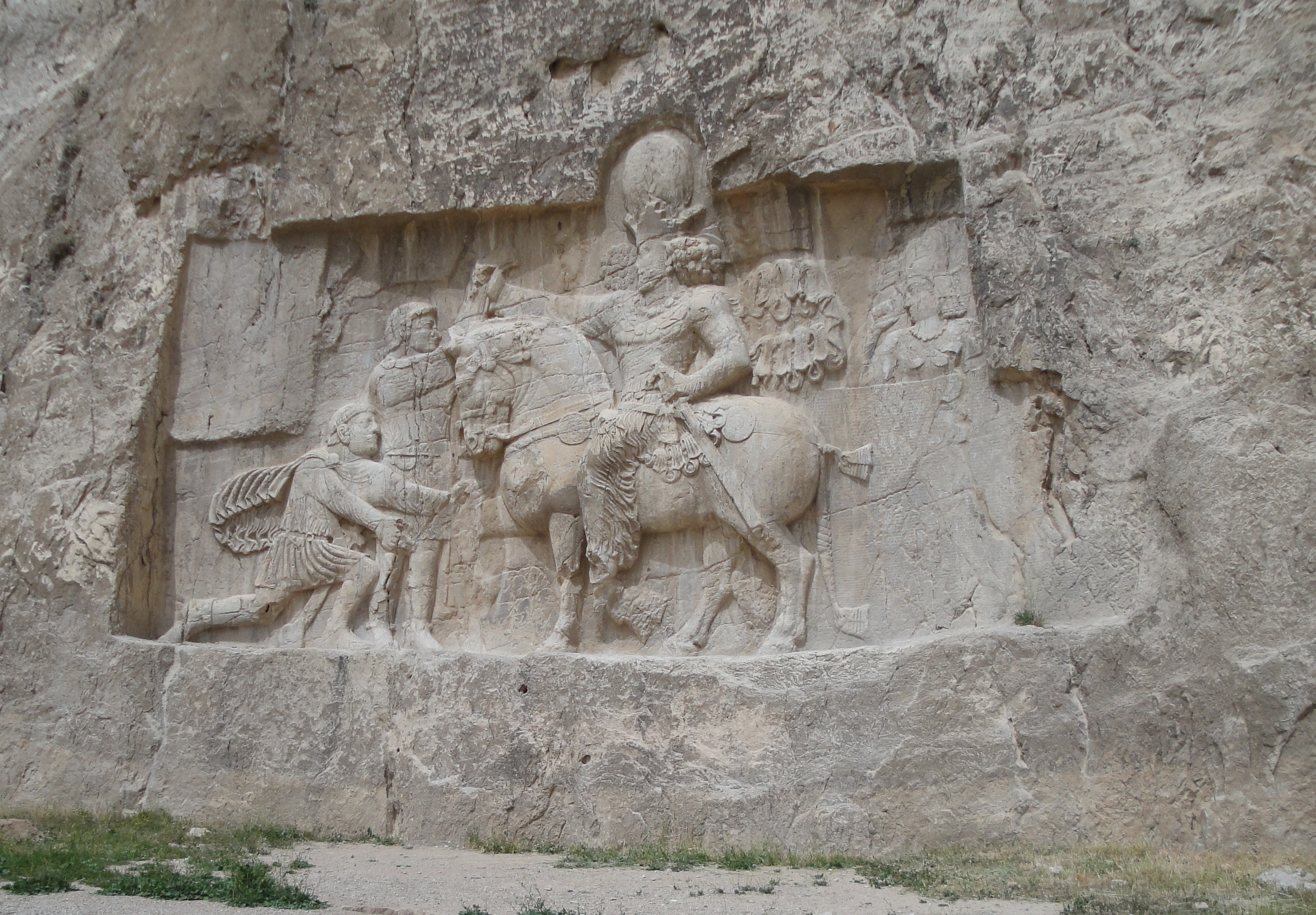
Imparatul Valerian capturat de Shapur

Valerian a stationat in Orient in 256.  Intre timp, Shapur I l-a asasinat pe regele armean, Chosroes, inlocuindu-l cu un susținător de-al său. Shapur a ocupat Antiochia, Apamea si Seleucia, invingandu-i pe romani în bătălia de la Barbalissos de pe cursul mijlociu al Eufratului. Valerian a actionat, dar armata sa a fost decimată de ciumă. Ajuns in Mesopotamia, la Edessa, s-a decis să încheie pace. Valerian a fost capturat de Shapur și ținut prizonier până la moarte. 
Între timp, Macrinus a respins atacurile parților. Si-a proclamat independența față de Siria și a fost susținut de Asia Mică si Egipt. Postumus crease imperiul galic. Prin urmare, Gallienus nu mai avea control decât în Italia, Africa și provinciile dunărene. 
Macrianus pornește spre Europa, dar este înfrânt și ucis.
Sub împăratul Gallienus, filoelen convins, a fost totuși un bun administrator, reformând statul și întărind puterea imperială. Domnia sa a coincis cu apogeul crizei: tatăl sǎu Valerian  a fost luat prizonier de către parți; goții năvăleau în număr mare, iar multe teritorii își proclamau independența și desfășurau procesul de secesiune de imperiu sau erau abandonate. Gallienus a trebuit sǎ înfrunte treizeci de uzurpatori.
Gallienus a instituit reforme: a creat comitatus, un corp de cavalerie mobilă, după modelul perșilor, alcătuit din cataphtractarii. 
În 261 a emis un edict prin care senatorii erau excluși de la comanda legiunilor, fiind promovați în locul lor membri ai ordinului ecvestru, subminând autoritatea senatorială.. Pentru senatori a fost un șoc, deoarece se simțeau lipsiți de posibilitatea de a mai dobândi glorii militare și de a se mai remarca pe câmpurile de lupta. 
Gallienus a condus lupte grele cu goții și herulii în Grecia, în anii 262-268. I-a învins pe invadatori la Nessus, dar a revenit de urgență în Italia, unde generalul sau Acilius Aureolus și-a abandonat lupta împotriva lui Postumus și a pornit spre Roma. Gallienus i-a tăiat drumul și l-a închis la Mediolanum, însă câțiva ofițeri iliri, printre care Claudius și Aurelian au organizat o conspirație și l-au asasinat în 268.

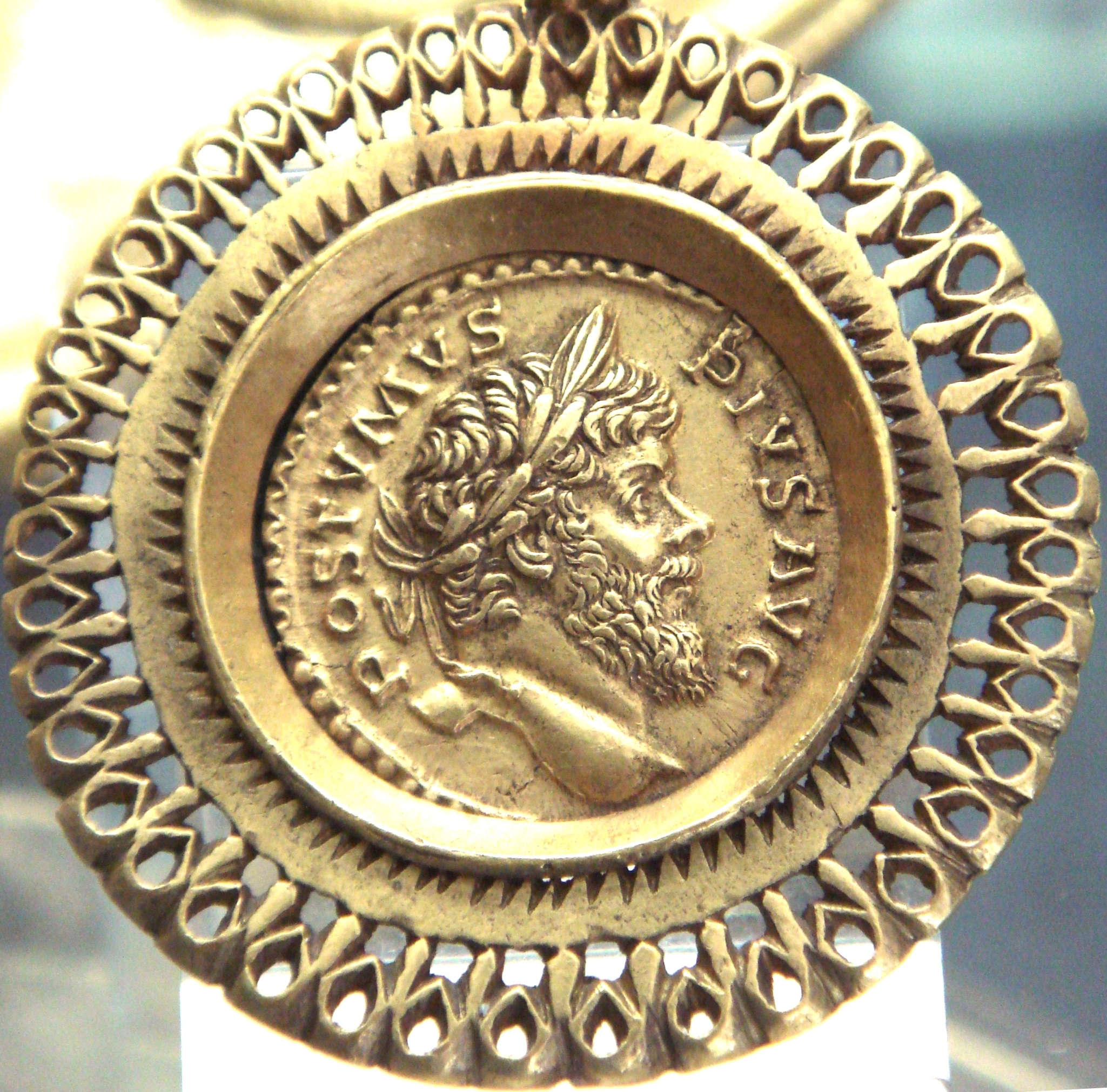
Postumus Antoninianus

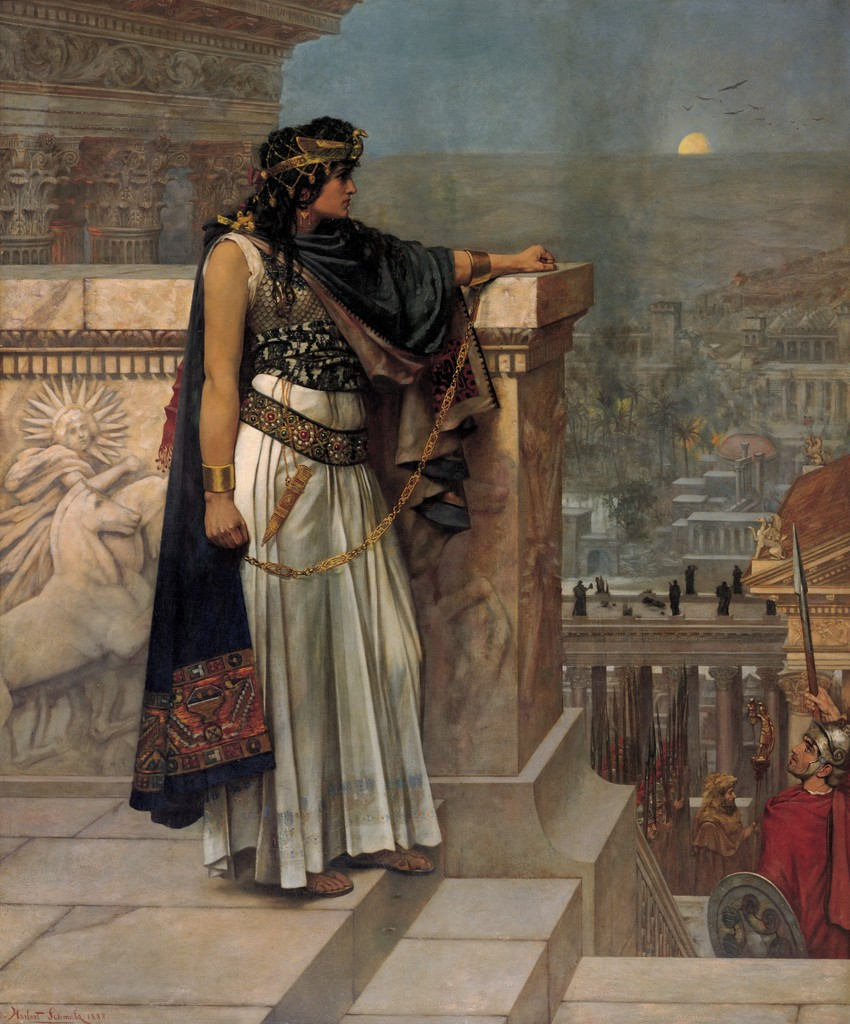
Zenobia

Secesiunea imperiului roman: Imperiul Gallic si Regatul Palmyriei

Tendințele secesioniste și abandonarea teritoriilor s-au intensificat, fiind create imperii și regate separate și independente de Roma. Postumus a preluat Gallia, nordul Hispaniei și Britania, creând imperiul galic.  Este asasinat, fiind succedat de Marius si Pioavonius Victorinus.
În orient, după capturarea lui Valerian de către parți, Odentah din Palmyria și-a asumat apărarea imperiului de către invadatorii perși, cucerind Mesopotamia,Armenia și  Ctesiphon, iar după moartea sa, Zenobia a creat un regat compus din Siria, Fenicia, Iudeea, Egipt și Asia Mică. 

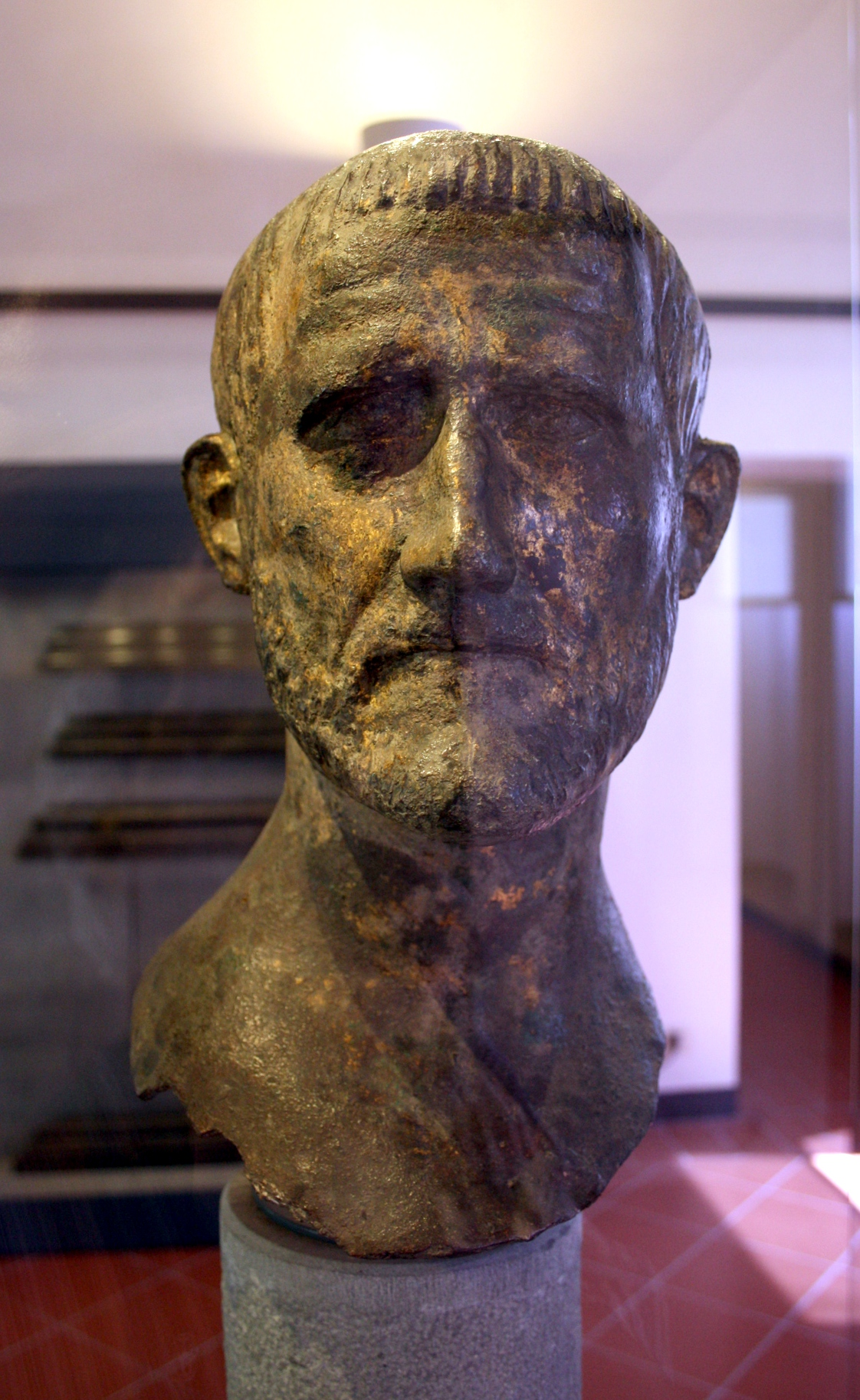
Claudius II

Claudius Goticul s-a preocupat de goti, dar a neglijat noile imperii formate.  Spania a iesit din Imperiul Gallic si a fost macnat de revoltele militarilor insubordonati.  Zenobia isi extindea imperiul ocupand Antiochia. Trupele acesteia au intrat in Egiptul Inferior, iar in 270 a cucerit Capadocia si Bithynia, dar n-a resit sa ajunga la Byzantion.  Claudius a incredintat comanda lui Aurelian in luptele impotriva gotilor. Moare de ciuma in lupta cu vandalii si iuthungii in 270.  A fost urmat de Aurelian care i-a alungat pe vandali din Pannonia și a cucerit linia Dunǎrii, rechemând toate garnizoanele romane rămase și evacuând populația din Dacia. 
În 274 este lichidată și secesiunea Regatului galic; Aurelian restaurează astfel unitatea statului roman, primind titlu de restitutor orbis. Dupǎ înfrângerea de la  Ariminum din 271, Aurelian îi învinge  pe invadatori.  Îi alungǎ pe palmyrieni  și o captureazǎ pe Zenobia.  

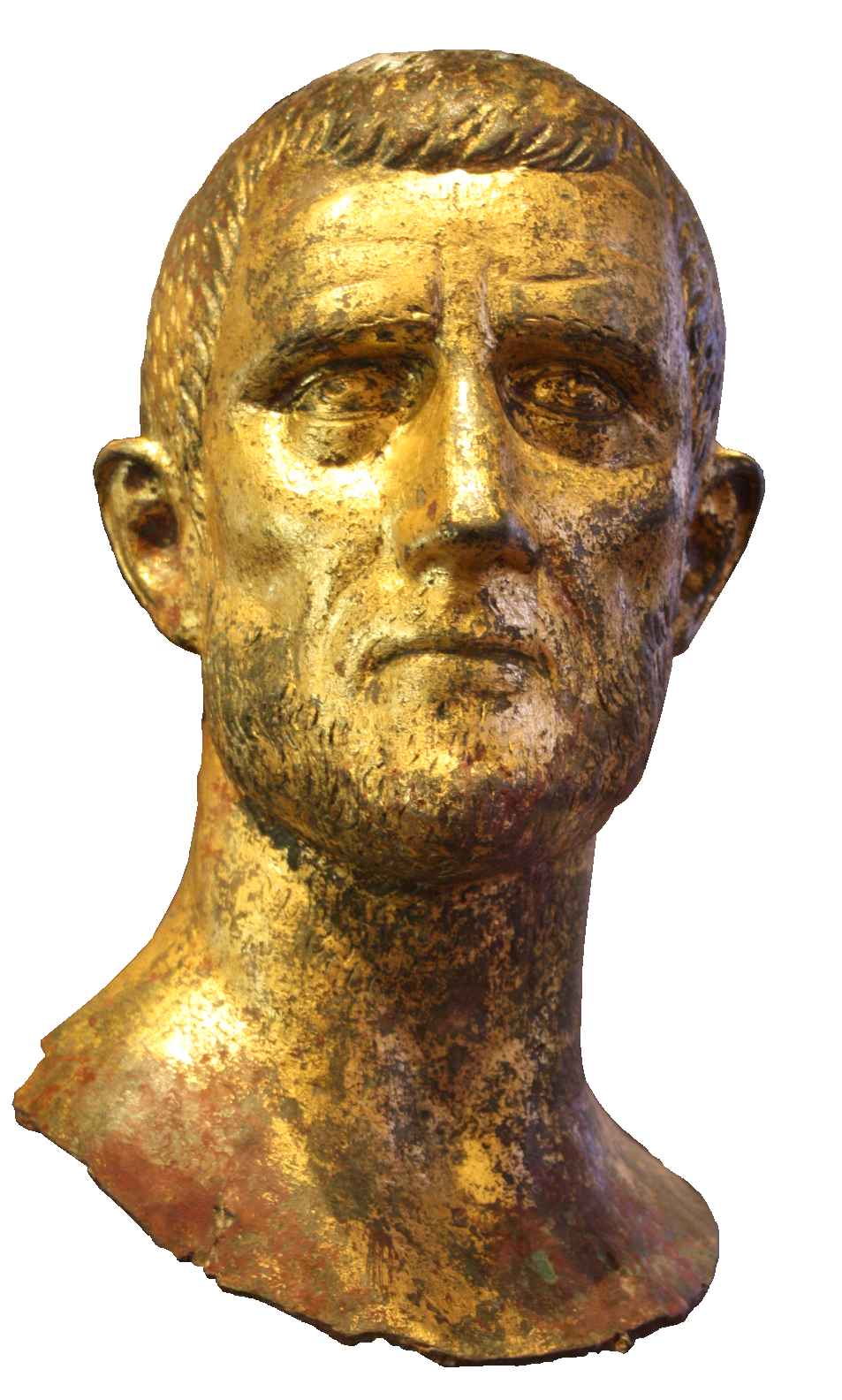
Aurelian

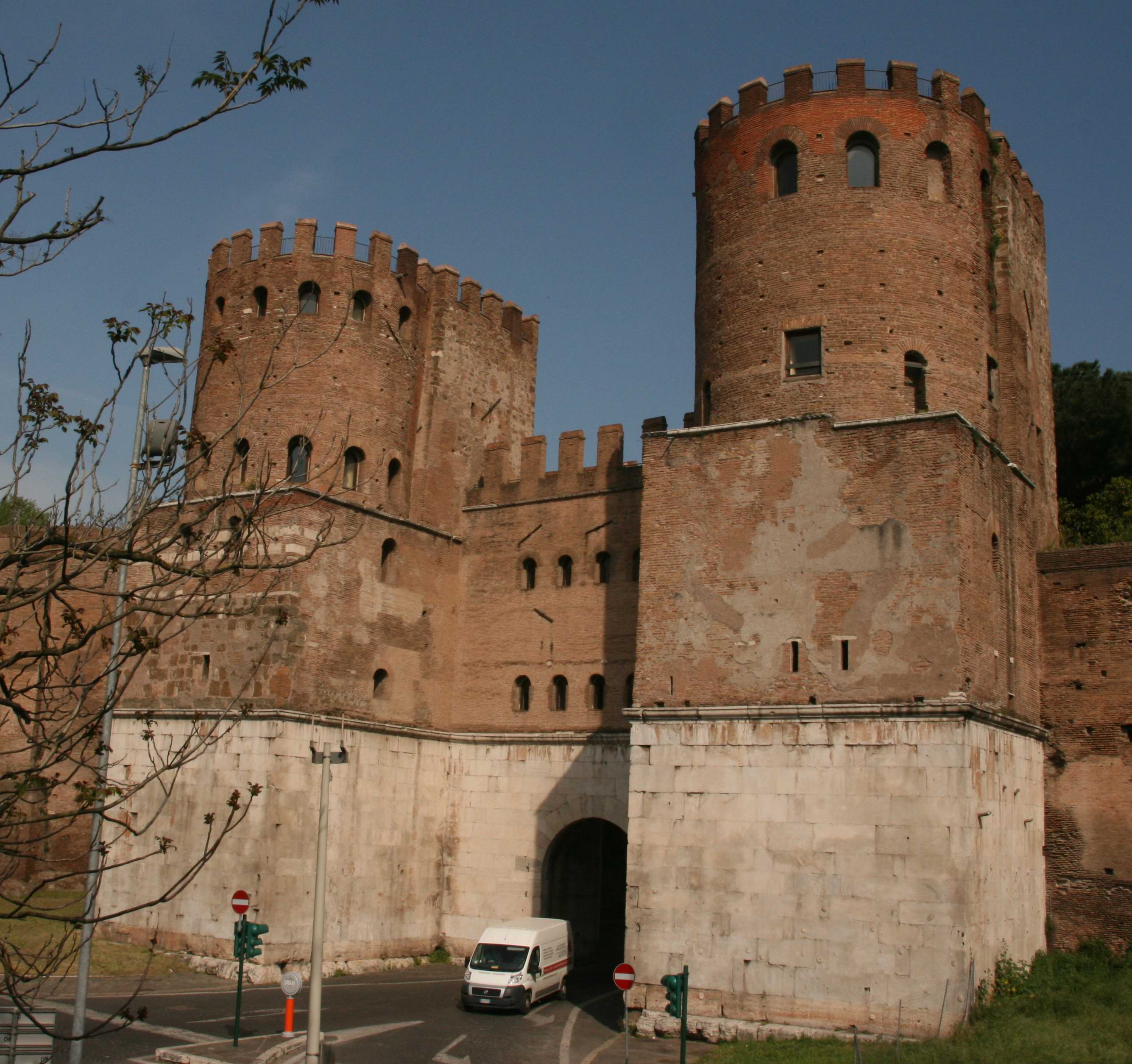
Porta san sebastian

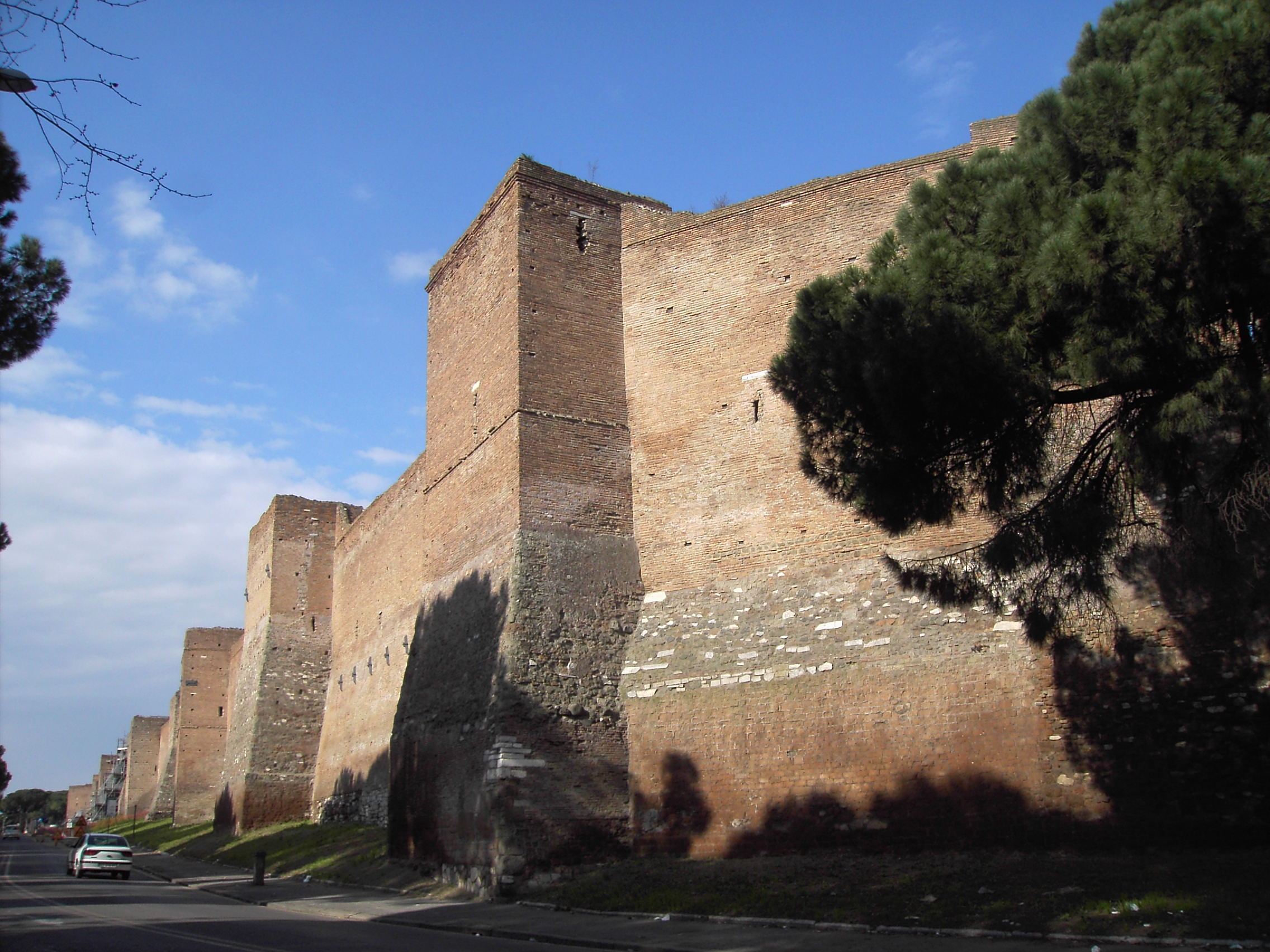
Zidul lui Aurelian

Aurelian a construit un zid de aparare ce inconjura Roa.  Avea o circumferinta de 19 km, o grosime de 3,6 m si o inaltime de 6 metri. În drum spre Orient, în vederea începerii unei campanii împotriva Imperiului Sasanid, Aurelian este asasinat de secretarul său, la Byzantion, ca urmare a unui obscur complot de palat.

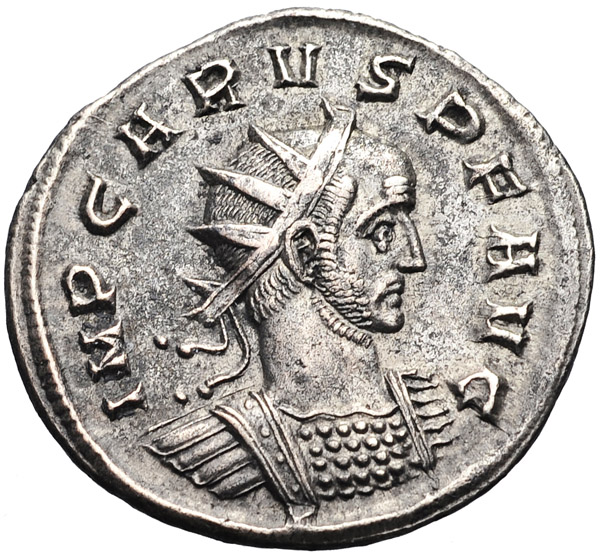
Carus

În 282, Carus, când a ajuns împărat, a neglijat recunoașterea din partea senatului. Pur și simplu le-a trimis o scrisoare senatorilor prin care i-a informat de accederea sa la putere, fără a le mai cere recunoașterea, ceea ce semnifică decăderea totală a senatului ca instituție. Membrii senatului se vor menține în structurile administrative în funcție de abilitățile personale și de favoarea imperială. Va fi utilizat spre sfârșitul imperiului roman că instrument de legitimare, dar neavând puteri reale.
Instituția puterii imperiale a fost militarizată și elenizată. Împărații militari ce proveneau din Illyria au reușit să rezolve parțial criza externă darorita calităților lor militare de buni comandanți.

### Criza economicǎ

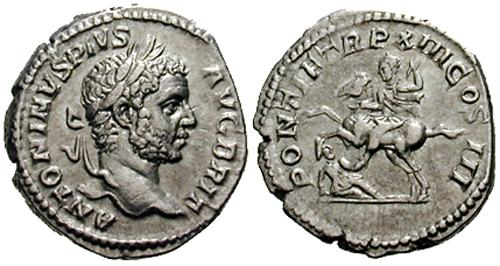
Denar reprezentandu-l pe Caracalla

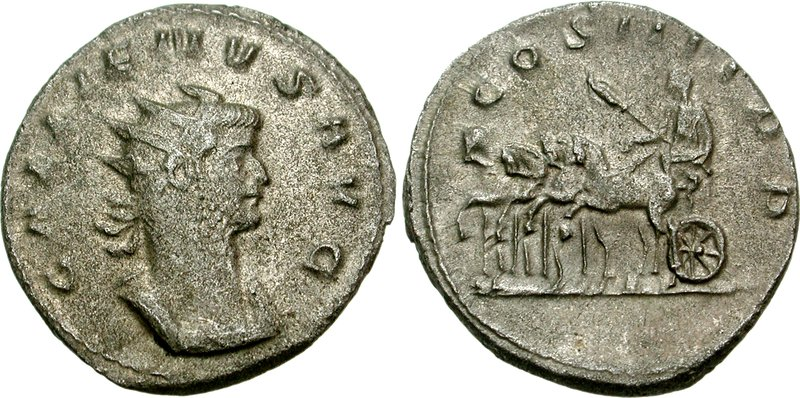
Moneda reprezentandu-l pe Gallienus

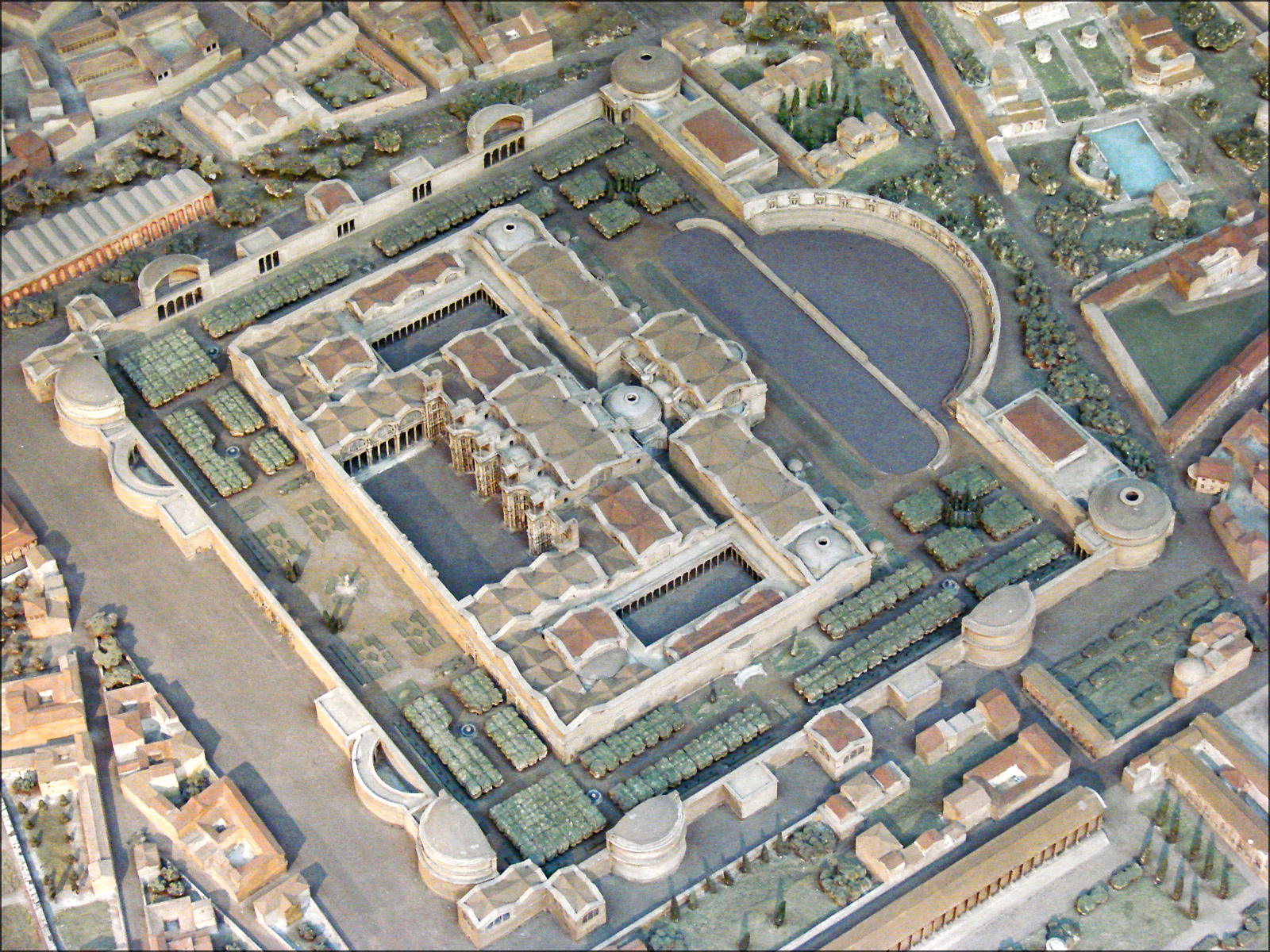
Termele lui Diocletian

Criză economică devastase imperiul, cauzată de raidurile barbare și de uzurpări, ce determina printr-un efect de domino, criza transporturilor, inflația, problemele agricole și miniere.Orașele deveniseră ținte sigure ale raidurilor germanice. Majoritatea orașelor din zona renano-danubianǎ au fost fortificate rapid. Drumurile deveneau tot mai periculoase datorită bandelor mici. Sistemul defensiv devenise ineficient în secolul al III-lea. Brigandajul devenise tot mai răspândit, afectând căile comerciale, ceea ce însemna o aprovizionare mai slabă a orașelor. Insecuritatea drumurilor a dus și la ruptura de spațiul rural, ce determina orașele să se restrângă. Cum orașul ce era un centru de consum nu mai putea satisface oferta spațiului rural și zonelor miniere, producția a scăzut. S-au produs transferuri în masă de populație, spre regiunile mai ferite, ca Africa de Nord. Cei mai mulți locuitori ai orașelor s-au mutat în zonele rurale, ceea ce a determinat fenomenul de ruralizare la nivel continental pentru următorul mileniu.
Pământul a devenit principalul plasament de capital. Au avut loc colonizări sistematice în jurul limes-ului. În zona mediteraneană s-au păstrat latifundiile cu sclavi. S-a conturat dependență funciară prin interzicerea părăsirii acesteia. Sfântul Ciprian scria că minele de aur și argint s-au epuizat, fertilitatea solului s-a micșorat, irigațiile au fost neglijate. Transporturile de uscat și cele de apă au fost serios afectate, iar comerțul a fost grav influențat de insecuritatea drumurilor și de reapariția pirateriei în Mediterana, grâul venind din Egipt și Africa cu mai puțină regularitate în Ostia.
Se practică emiteri succesive de monede de aur și argint, fără a se mai putea opri devalorizarea. La jumătatea secolului III, dinarul de argint al lui Caracalla a ajuns să conțină doar 3,5 grame de metal prețios față de cei 5 grame emiși în 215. 
Sub Gallienus circulă moneda de cupru și bronz cu o fină pelicula de argint, fenomen ce a fost pus în legătură cu dificultățile de aprovizionare cu metal prețios din monedele din Spania și Britania ca urmare a uzurpării lui Posthumus din Galia, între 260-269, care își emitea propriile monede, cu tendința de tezaurizare a aurului și argintului. Monedele de bronz emise de Senat se păstrează, fiind grav afectate de tezaurizare, iar orașele emiteau și ele propriile monezi cu circulație locală. După 260, activitatea este întreruptă complet. Pluralismul monetar a dus la inflație, cu consecințe serioase asupra plății salarilor și soldelor, asupra strângerii impozitelor. Plățile în natură devin o realitate larg răspândită. Aprovizionarea armatei devine o problema acută, sarcina cade regiunilor de staționare. Aurelian și Probus au instituit annona pentru soldați, cu titlu de impozit general.
Sunt distribuite noi sarcini ca urmare a edictului lui Caracalla care generaliza cetățenia romană în imperiu. Scutirea anterioară de tribut cade în desuetudine, cetățenii fiind chemați solidar să contribuie la satisfacerea nevoilor celor doi consumatori de baza ai statului. S-au menținut cele două tipuri de impozite pentru provinciali : tributum pe proprietatea de pământ și capitatio, fiind plătite în bani și în natură.
Se vor accentua mutațiile sociale. Raportul între cetățeni și non-cetățeni se modifică în favoarea primilor, cetățenia romană devenind o povara fiscală și militară. Apar barbari la granița ce vor primi pământuri și statutul de foederati, apoi cetățenia romană, formând enclave. Au apărut regionalismele sociale și mici centre de putere politică prin uzurpări.
De la domnia lui Claudius I, împărații au acordat soldaților un donatiuum („cadou imperial”). De asemenea, soldele au crescut, ajungând la 500 de denari în timpul lui Septimius Severus. Se desfășura comerțul la lungă distanță, romanii importând din Orient produse de lux: mătase, purpura, mirodenii sau parfumuri. În schimbul lor, romanii plăteau în metale prețioase. 
Intensificarea comerțului la lungă distanță a epuizat metalele prețioase din lumea mediteraneană. Moneda s-a depreciat, ducând la criză monetară. Metalele prețioase au fost retrase de pe piață, izbucnind fenomenul tezaurizării și tendința de tranziție de la o economie de schimb la una naturală.

### Extinderea creștinismului

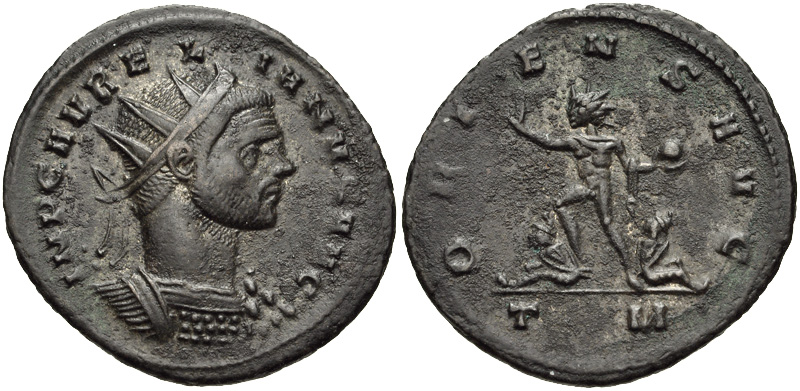
Aurelianus Antoninianus identificat cu Sol Invictus

Pe plan moral, criza s-a manifestat prin introducerea cultelor orientale. Rolul împăratului a crescut, fiind perceput ca un intermediar dintre zei și oameni. Se remarcă cultul lui Mithra, cultul lui Sol Invictus, ce erau adorate de militari, dar și comunitățile creștine se extind.
Invaziile barbare, tulburările civile, revoltele și epidemiile au răspândit sentimentele milenariste, ceea ce a dus la ascensiunea creștinismului. Datorită păcii instituite de Gallienus, creștinismul s-a extins în liniște, deși creștinii erau încă acuzați pentru toate nenorocirile, că datorită lor, zeii pedepseau omenirea. Septimius Severus a emis în 202 un edict prin care interzicea convertirea la creștinism. Au loc persecuții masive: se remarcă mulți martri, ca Perpetua și Felicitas în Cartagina sau reprezentanții Școlii Catehetice din Alexandria.
Decius emite un edict anti-creștin în 248. Apar scrierile cu caracter creștin între timp, având polemică între intelectuali. Dioclețian, în 303-304, emite patru edicte, izbucnind marea persecuție a creștinilor. Treptat, sunt emise edicte prin care participarea la ritualuri păgâne era obligatorie pentru toți membrii palatului imperial, extinsă la întreagă populație sub pedeapsa închisorii. Prevedea pedeapsa capitală pentru cei care refuzau vechile religii, iar lăcașele creștine erau dărâmate, iar creștinilor le erau confiscate proprietățile. 
Împărații ilyri, ca Claudius al II-lea Gothicus, Aurelian, Probus, Carus și fii săi au încercat să rezolve criză. Claudius al II-lea s-a preocupat de stoparea năvălirilor goților, victoria de la Naissus aducându-i cognomen-ul de Gothicus. Aurelian a structurat religios imperiul, creând o ierarhie divină, în vârful căreia se așeza zeul sau protector, Sol Invictus, căruia îi erau subordonați ceilalți zei din Panteon, iar Aurelian însuși era o proiecție a divinității supreme, guvernând în mod autoritar imperiul, ce era o oglindă a lumii divine. Probus a încercat să instituie „epoca de aur”, visând ca soldații să nu mai fie necesari, iar pacea să fie instaurată în imperiu.

## Tetrarhia

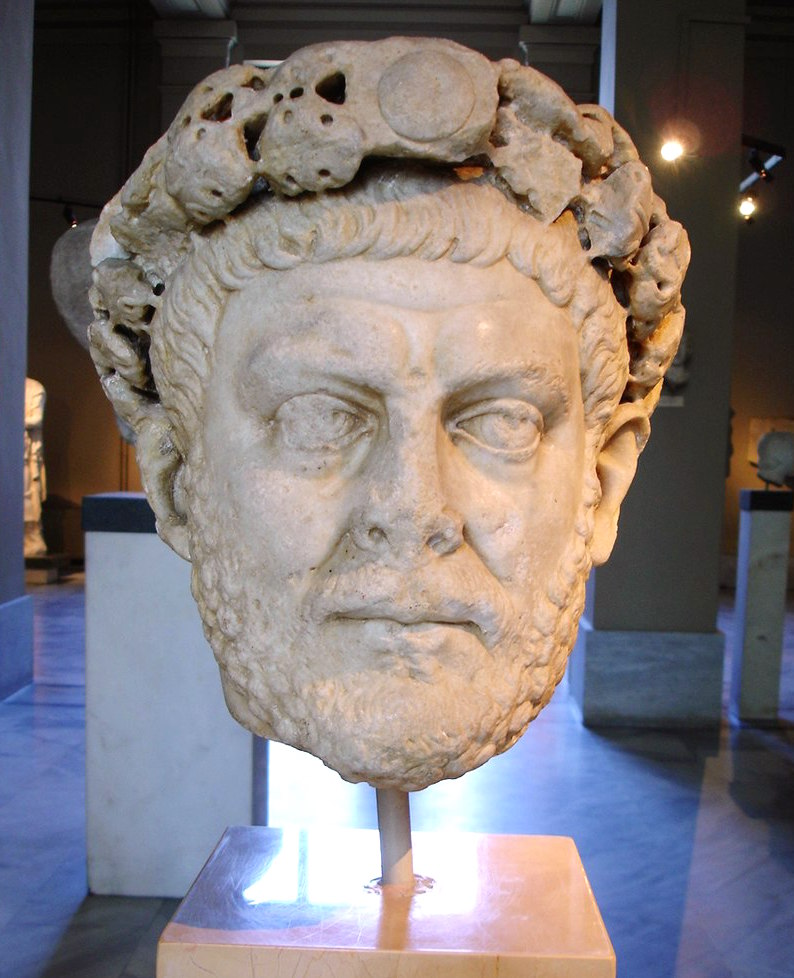
Diocletian

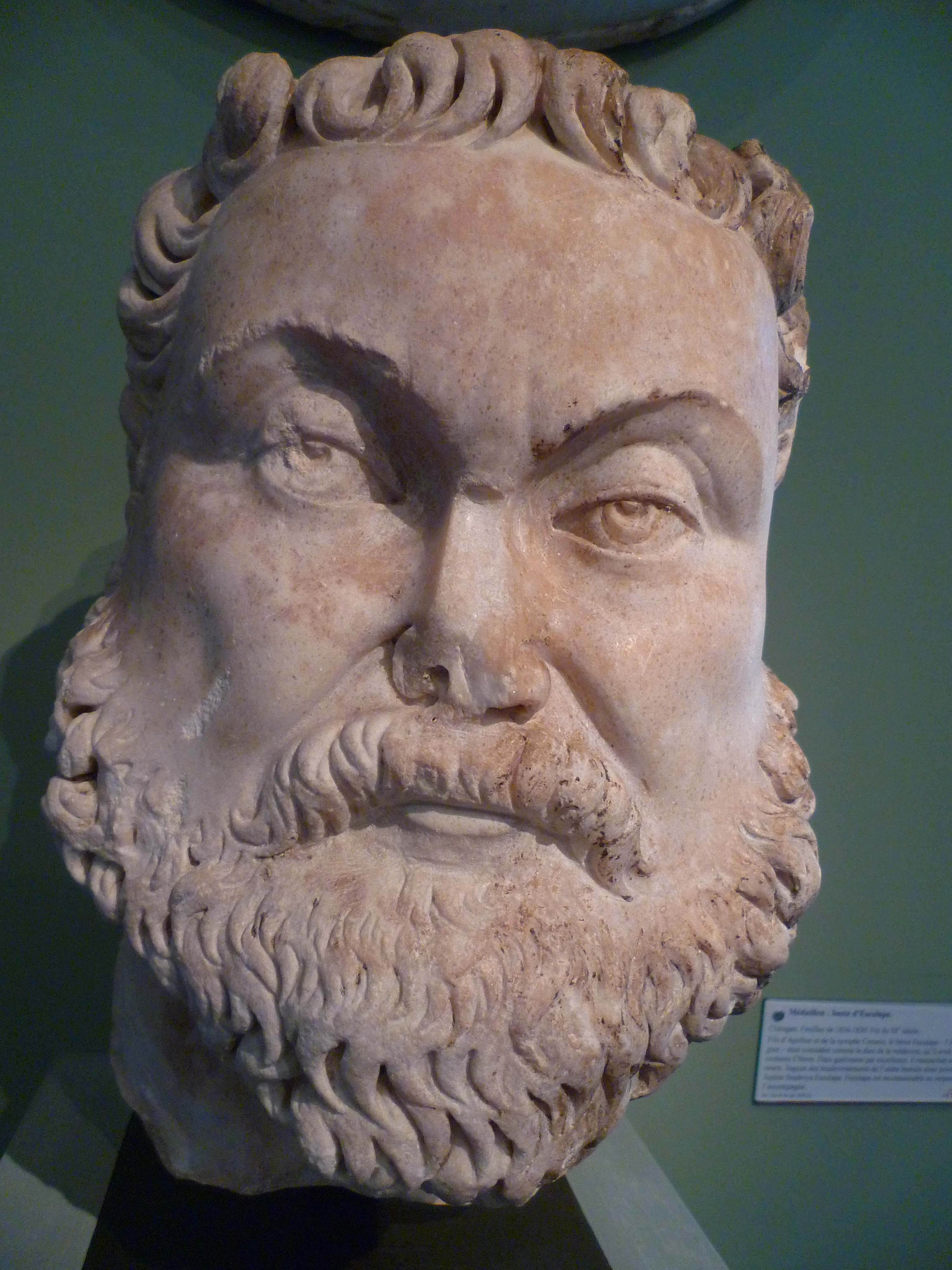
Maximien Hercule1

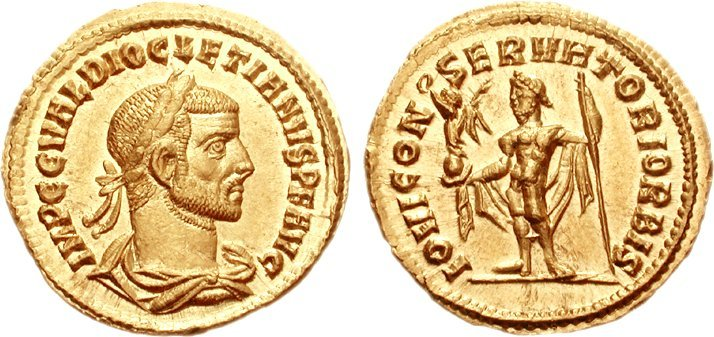
Moneda reprezentandu-l pe Diocletian

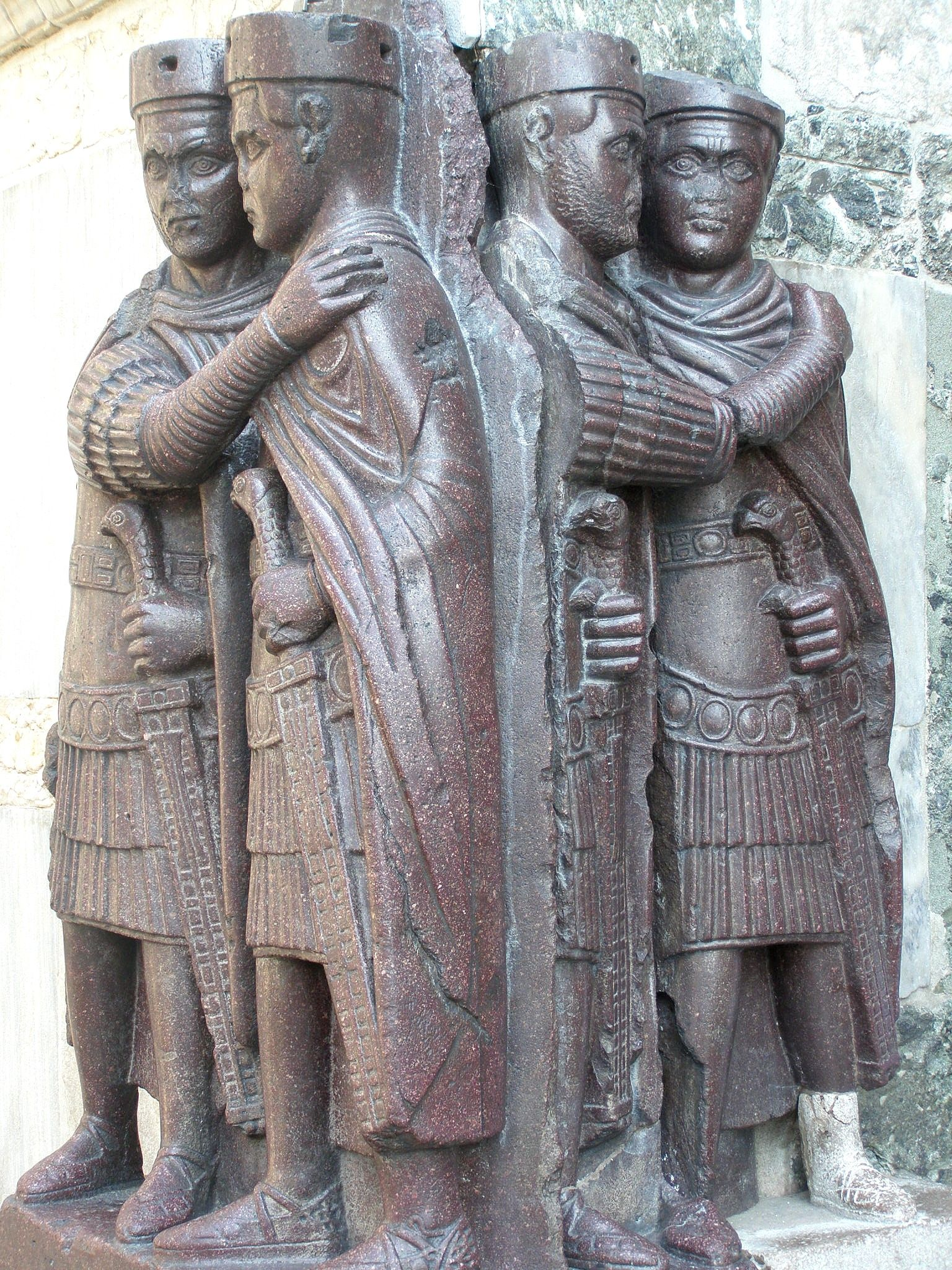
Tetrarhia

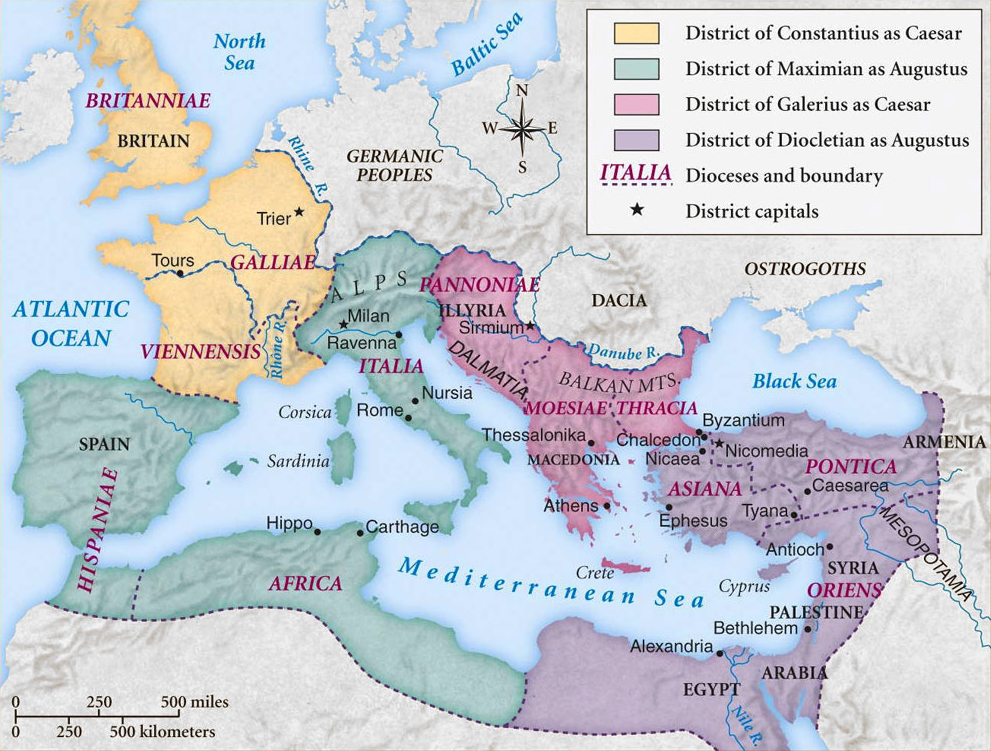
Diocezele

Domnia lui Dioclețian a pornit ca o simplă uzurpare militară, fiind proclamat împărat de către legiunile orientale. S-a pus sub patronajul lui Iuppiter Conservator și va formă o diarhie cu Maximian. 
Religios, nouă putere politică va face apel la două divinități: Iupiter și fiul acestuia, Hercule. 
Dioclețian se asociază cu Iovus-Iuppiter, iar Maximian cu Hercule. Cei doi își vor numi Cezarii-subalterni: Dioclețian pe Galerius, Maximian pe Constantius I.
Dar în decembrie 284, Sabinus Iulianus, comandant din zona Dunării Superioare, a fost proclamat "Augustus" sun numele de M. Aurelius Iulianus, a cărei uzurpare era îndreptată împotriva lui Carinus, ultimul membru al familiei lui Carus, ce era Cezar în Occident.
În anul 285 a pornit la invazia Italiei pentru a-și susține pretențiile imperiale, dar a fost înfrânt și ucis de către Carinus. La rândul sǎu, Carinus este ucis de proprii săi soldați în timpul bătăliei de pe răul Margus.
Dioclețian a rămas astfel unicul Augustus al imperiului. A construit sistemul tetrarhic, cooptându-l pe vechiul sǎu prieten, Maximianus în calitate de „Cezar”, pentru ca în anul 286 să-l ridice la demnitatea de Augustus pe fondul revoltei lui Amandus și Aelianus, conducătorii bacaudae din Gallia, înfrântă de către Maximian. 

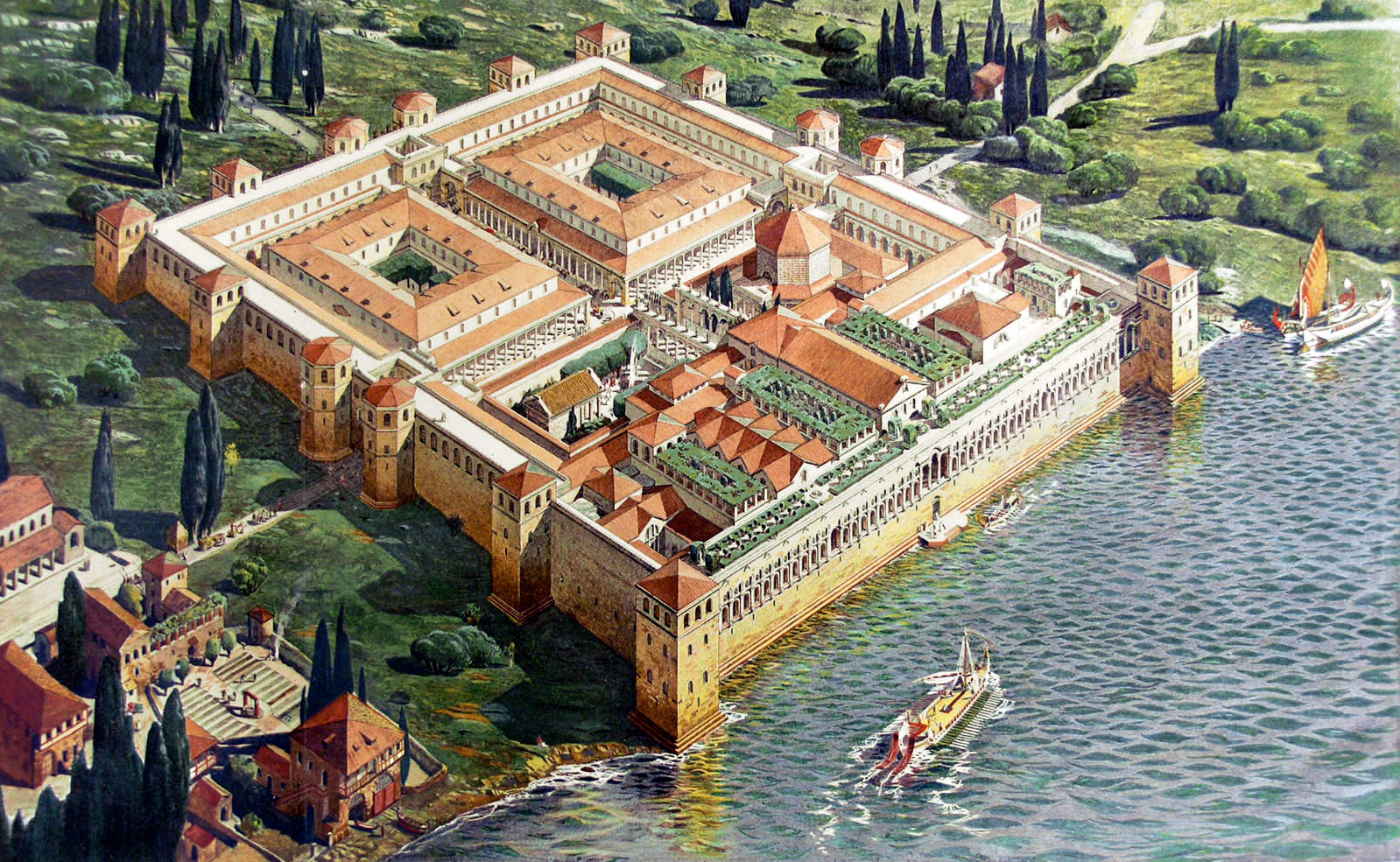
Palatul lui Diocletian

Dar în Britania are loc uzurparea lui Marcus Carausius. Menap de origine și fost ofițer al lui Maximianus în timpul campaniei împotriva bacauzilor, Carasius a fost acuzat de delapidare . Fiind inițial însărcinat de Maximianus pentru echiparea flotei și curățirea marilor nordice de pirații franci și saxoni, a fost acuzat pentru că și-a însușit o mare parte din pradă recuperat de la pirați. S-a revoltat și a ocupat Britania și nord-vestul Galiei, proclamându-se „Augustus”. 
În anul 294 a fost asasinat de  Allectus. În anul 290 era recunoscut drept coleg ai celor doi Augusti legitimi, în conformitate cu monedele emise. Marcus Carausius dorea să se apropie de împărații legitimi. Maximian a condus campania împotriva Britaniei după moartea lui Carausius, astfel în 297, noul Cezar, Constantius Chlorus, a intervenit pentru a restabili autoritatea tetrarhica în teritoriul controlat de Allectus, asasinul lui Carausius. Tetrarhii nu au putut interveni în nord, fiind confruntați cu războiul persan din 296-299, cât și cu problemele limes-ului renano-danubian.
În 286 Maximian a obținut o victorie împotriva chaibonilor și herulilor, iar în 287 a condus o expediție dincolo de Rin. În 288, Dioclețian a invadat Raetia, iar în 290 se confruntă cu sarmații. 
La mijlocul sec.al II-lea d.Hr imperiul era divizat în provincii senatoriale și imperiale, facând foarte dificilă o guvernare eficientă a statului. Dioclețian a reorganizat imperiul, împǎrțindu-l în zece dioceze, în anul 290 d.Hr. 
În 292 a avut loc prima revoltă a Egiptului. Pe 1 martie 293, sistemul tetrarhic a fost definitivat, fiind cooptați doi Cezari: Galerius pentru Dioclețian, și Constantius Chlorus pentru Maximian. Uzurpările erau astfel mai dificile, iar autoritatea imperială a fost multiplicată cu patru.
În 297-298, în contextul războiului cu perșii, au existat două tentative de uzurpare: Iulian în Africa și Domitius Domitianus și Aurelius Achilleus în Egipt, ce este ucis în timpul asediului Alexandriei condusă de Dioclețian. După victoria de la Pelusium, a reobținut Delta și Valea Niului. 
Pe plan economic, Dioclețian a încercat o refacere agricolă, crescând dependență dintre indivizi și ocupațiile agricole și meșteșugărești și administrative. Curialii sunt legați de serviciile lor. Senatul pierde dreptul de a mai emite monede din bronz. Intenționează să controleze prețurile, dar eșuează. 
În 294 existau numai 9 ateliere de emisiuni monetare, numărul lor crescând în 302 la 15, dar cu tendințe descentralizatorii. Se emite aureus, moneda de aur, ce cântărea 60 de livre, argenteus-moneda de argint, și follis-moneda de bronz cu unități subdivizionare.
În 305, Dioclețian și Maximian Herculius au abdicat, iar Galerius, după victoria de la Narses și capturarea orașului Nisibis de la perși, i-a lăsat locul lui Flavius Severus și lui Maximin Daia. La 25 iulie 306 , Constantin a fost proclamat împărat de către trupele din Britania. Câteva luni mai târziu, Maxentius a fost proclamat împărat la Roma de către gărzile pretoriene.

## Domnia lui Constantin cel Mare

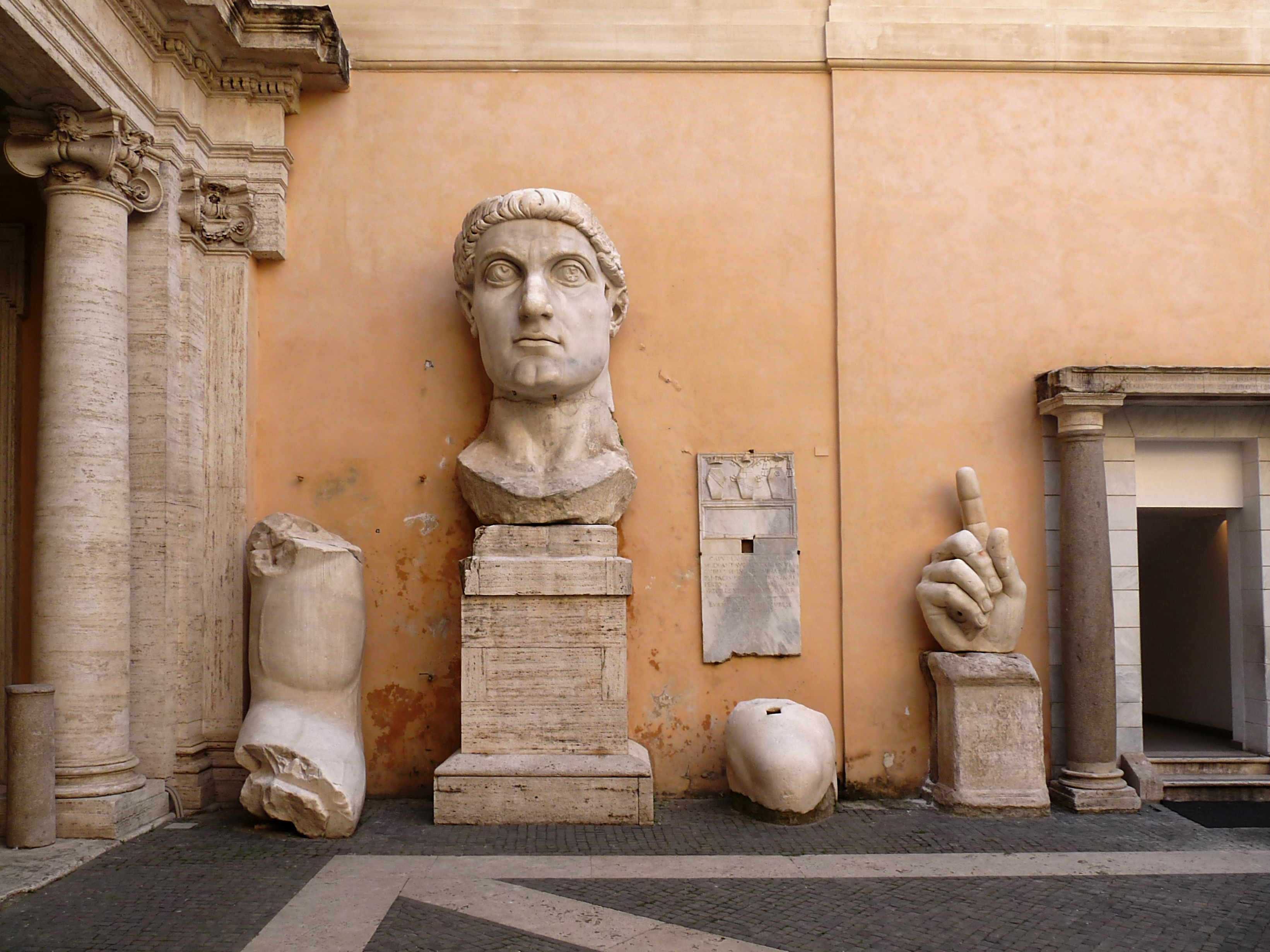
Colosso di Costantino

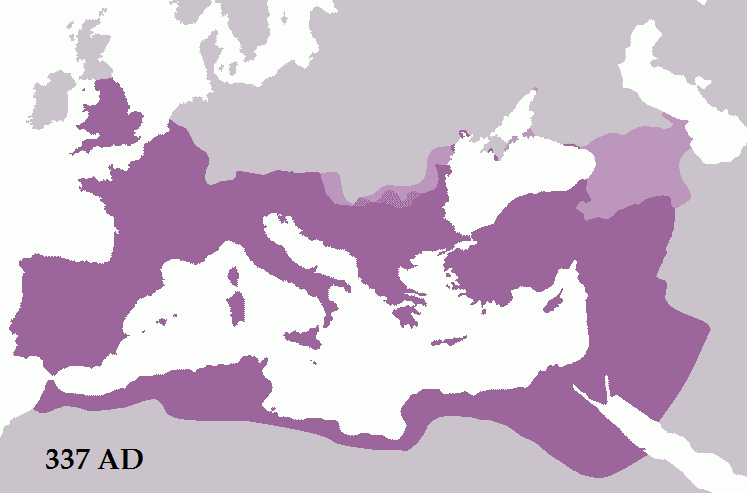
Imperiul lui Constantin

Recunoașterea lui Constantin cel Mare ca Cezar că membru inferior al tetrarhiei, de către Galerius, și refuzul lui Maxentius au dus la destrămarea tetrarhiei. 
Maximian Herculius a revenit pe scenă politică. Maxentius s-a proclamat princeps, cerând recunoașterea din partea lui Galerius, dar fiind refuzat, a luat titlul de Augustus și a apelat la tatăl sau, căruia i-a trimis purpura, fiind salutat ca Augustus. Pe fondul pericolului reprezentat de avansul tetrarhic în Italia, ambele expediții conduse de Flavius Severus și Galeris, sodate cu eșecuri, Maximian a obținut neutralitatea lui Constantin, oferindu-i pe fiica sa Fausta de soție și promovându-l în calitatea de Augustus în 307.
În 308, Maximian nu a reușit să-și demită fiul, și a fugit în Gallia, la Constantin. Între timp, izbucnește revoltă lui Valerius Alexander și are loc conferință de la Carnuntum ce regulariză sistemul politic. 
Desfășurată sub președinția lui Dioclețian, conferință stabiliea împărații legitimi și uzupratorii. Galerius a devenit primul dintre Augusti, avându-l ca Cezar pe Maximinus Daia.
Licinius a fost promovat că Augustus, iar Constantin a rămas în poziția de Cezar. Maxentius și Valerius Alexander au fost denunțați că uzurpatori, iar Maximian Herculius a fost forțat să abdice din nou. În urmă presiunilor exercitate de Maximin Daia, Galerius l-a numit pe Constantin că filii Augustorum, iar în 310 , toți cei patru mebmri ai tetrarhiei au devenit Augusti.
În 308-310, lucrurile s-au liniștit, iar în 309-310, revoltă lui Valerius Alexander a fost înăbușită de prefectul pretoriului lui Maxentius. Valerius Alexander a fost executat, iar o parte din provinciile spaniole au trecut de partea lui Constantin, marcând slăbirea poziției lui Maxentius.
În 310, Maximian Herculius dispare de pe scenă politică, iar Constantin conduce o expediție împotriva barbarilor franci. Profitând de zvonul cum că Constantin ar fi fost ucis, Maximian a preluat purpura imperială la Massalia. A fost capturat de Constantin în marșul spre sud. Maximian s-a sinucis. Constantin l-a adoptat pe Apollo că divinitate protectoare pe fondul răcirii relației sale cu Maxentius. Maxentius a impus o dominație militară, în cadrul căreia nu există o alianța dintre el și senat, dar au existat colaborări în privința afacerilro publice, un prefect al pretoriului și comandant al trupelor fiind senator. Uzurpatorul a avut și o politică de toleranță reigioasa.
În 311, Constantn a ordonat un damnatio memorie pentru Maximian Herculius, marcând ruptură de dinastia Herculiilor și de Maxentius. Galerius moare, iar raporturile de forțe din cadrul imperiului se schimbă. Maximin Daia a fost recunoscut drept coleg de Maxentius, iar Licinius și Constantin au încercat o apropiere după bătălia de la Milvius. În timpul lui Galerius, în 311 este emis edictul de la Nicomedia, ce proclamă libertatea de cult al creștinilor și resituirea bunurilor confiscate, fiind reînnoit în 313 în urmă dezbaterilor dintre Licinius și Constantin la Milano.

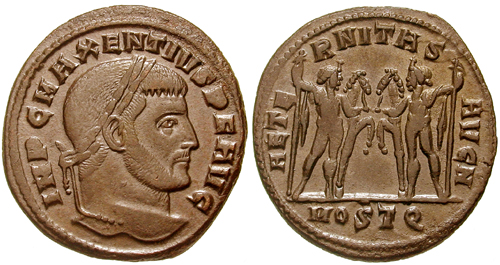
Maxentius

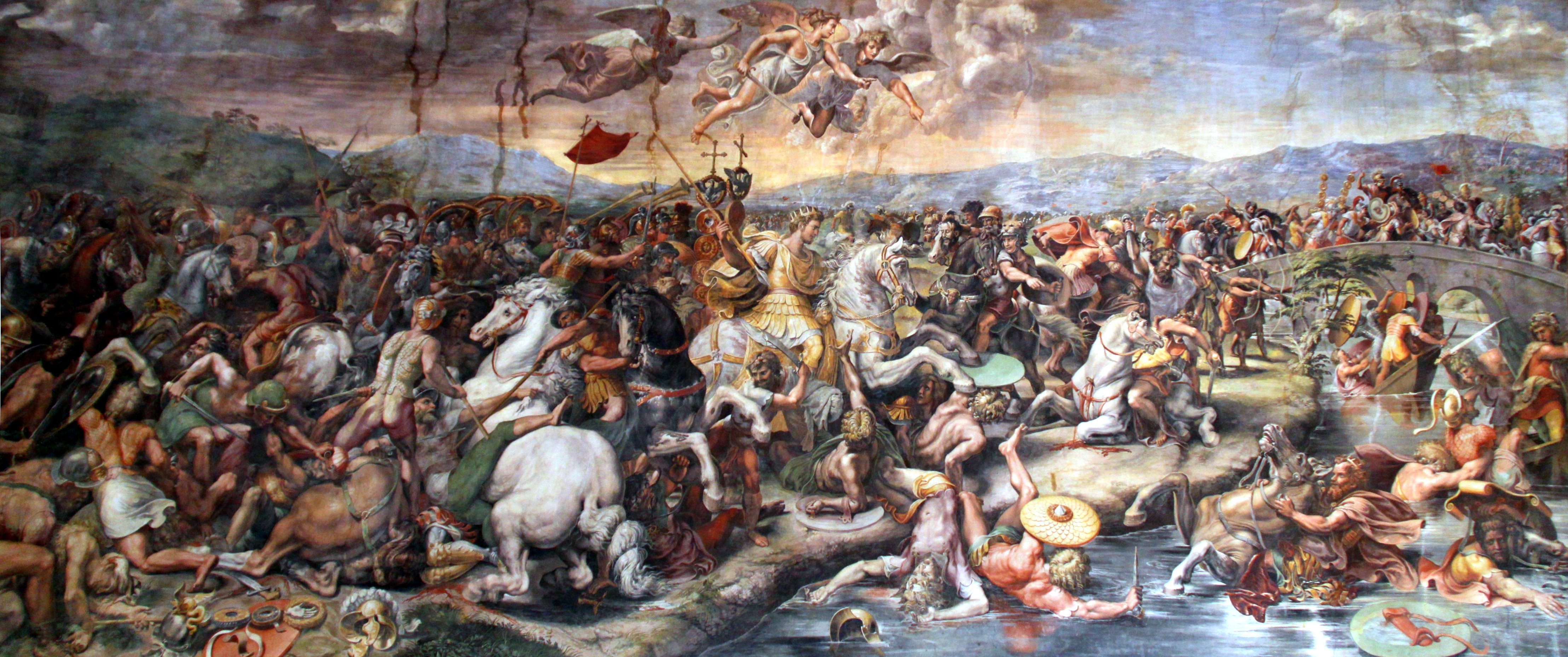
Batalia de la Milvius

În 312, Constantin a condus o expediție în Italia, obținând o victorie la Verona. La Podul Milvius, a obținut o victorie decisivă asupra lui Maxentius. S-a folosit cu acest prilej de senatul roman că factor de legitimare, fiind proclamat de senat că senior și maximus Augustus. După întâlnirea de la Mediolanum dintre Constntin și Licinius, alături de confirmarea edictului de toleranță de la Serdica pe plan religios și căsătoria lui Licinius cu Constantia, sora lui Constantin, cei doi au convenit împărțirea puterii. În 313, Maximin a fost înfrânt în bătălia de la Tzirallum în Thracia și s-a sinucis. Constantin rămânea Augustus în Vest, în timp ce Licinius rămânea Augustus în Orient.
Dar în 316 a izbucnit conflictul dintre cei doi, cauzată de conjurația lui Basianus, frate vitreg al lui Constantin, ce se află în bune relații cu Licinius, împreună cu care a conspirat împotriva împăratului occidental. Conspirația fiind descoperită, Bassianus a fosrt executat, iar Licinius a fost atacat de Constantin. În urmă batallilor de la Cibalae și Campus Ardiensis în Tracia, Licnius a fost obligat să ceară pace. În conformitate cu prevederile tratatului ratificat la Serdica din 317, Licinius a cedat învingătorului Europa, păstrând doar Tracia , Moesia și Scythia Minor. Valens, fost dux limitis în Dacia ce a fost ridicat la demnitatea de Cezar de către Licinius, a fost demis și executat, în locul sau fiind proclamați fii lui Constantin: Crispus și Constantin II și Licinius Iunor. Concordia domnea în imperiu, iar succesiunea era asigurată.
În 322, sarmatii au invadat la Dunăre, fiind oprită de către Constantin. În 323, atacul gotic a fost respins din nou, și urmărindu-i, a intrat pe teritoriul lui Licinius. 
În Bătălia de la Adrianopol și Bătălia de la Chrysopolis din 324, Licinius a fost din nou înfrânt. Retras la Nicomedia, s-a predat lui Constantin, împreună cu Martinanus, fost magister officiorum , numit Cezar în contextul retragerii. Dar Martinianus a fost executat, iar Licinius exilat în Thessalonica. Constantin , pe plan ideologic, a purtat o apropiere de creștinism, pe când Licinius a susținut revalorizarea cultelor polițiste . Constantin se consideră că protector al creștinilor, acordându-le o serie de măsuri privilegiate în imperiu, pe când Livinius dorea revenirea la tradiționalismul roman. După Chrysopolis, Constantin și-a proclamat fiul, Constantius, ca Cezar, iar la 8 noiembrie 324 a fondat noua Roma: pe locul fostei colonii megariene Byzantion a fost fondat orașul ce-i va purta numele.
În 326, Licinius a fost executat sub acuzația de complot. Sunt executat chiar și Crispus și Fausta, sub acuzație de conspirație pornită la intrigile mamei împăratului, Elena, ce îl susținea pe Crispus ce era guvernator al Galliei, numit Cezar și princeps iuventutis în 317, în timp ce Fausta dorea promovarea fiilor săi. Constantin a reorganizat imperiul, a reformat statul, a revigorat tetrarhia de familie, el că Maximus Augustus, și fii săi , Constantin ÎI, Constantius II și Constans, că Cezari, ulterior Dalmatius Iunior.
În 335, Constantin II a luat Galiile, Hispaniile și Britania, cu reședința la Treveri, Constantius al II-lea a preluat Egiptul și Asia Mică, cu reședința la Antiochia, iar Constans a preluat Italia, Africa și Panonia. Dalmatius Iunior a preluat în 335 Tracia și Macedonia. Un alt nepot al lui Constantin, Hannibalianus, a devenit rege al Pontului, cu reședința la Cezareea. Se intenționa să împace cele două factuni prezente la curtea imperială, a frățiilor și fiilor lui Constantin. 

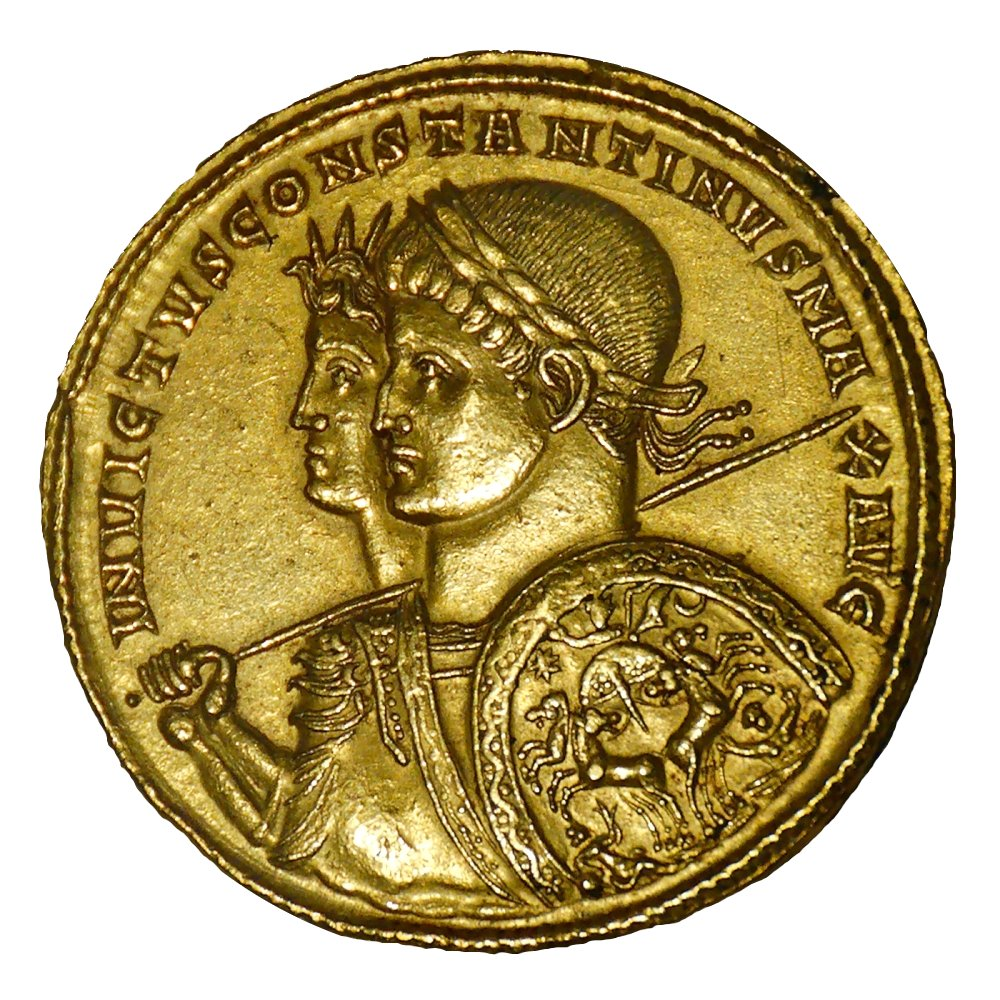
Solidus

Pe plan economic, Constantin emite moneda de aur-solidus, ce rămâne la aceeași valoare pentru întreg secol. Dar tentinda de tezaurizare a monedei și decăderea economiei monetare au continuat. Axele comerciale s-au modificat, cu reculul zonelor maritime-sudice, axa fluvială Rin-Dunăre accentuandu-și importantă. Centrele urbane erau excluse de pe rutele principale de comerț și din competiția economică, că Belgica din Gallia sau Tarsus din Antiochia. Raporturile economice dintre mediul rural și cel urban s-au modificat în favoarea primului datorită modificărilor fiscale și dificultăților financiare. Imunitățile fiscale dispar. Reapar impozitele directe ce erau de două tipuri: capitatio-plătit anual în bani, și în natură de micii proprietari, de zilieri, soldați și alți locuitori; și impozitul funciar-annona. Obligațiile erau stabilite din 5 în 5 ani cu recesamantul populației, dar Constantin a mărit perioada la 15 ani. Impozitele directe vizau activitățile economice și cele comerciale: crysargyros fiind un impozit perceput în metal prețios pentru activitățile comerciale, și porturium-impozit vamal.
Fiscalitatea excesivă cauzează reacții sociale că răscoalele interne sau fugă de pe domenii. Pe plan social au apărut noi criterii de ierarhizare socială, cetățenia pierzând rolul de reper major de structurare în favoarea proprietății funciare-potentes și tenuiores, a funcțiilor politico-administrative deținute, a originii sau meritului personal. Cele două grupuri sociale erau: honestiores-grupul elitelor sociale și humiliores. Honestiores era un grup eterogen, format din senatori și cavaleri.Componentă senatului a crescut de la 600 la 2000 prin crearea senatului de la Constantinopol. Accesul se făcea prin urcușul tradițional, fie prin adlectio, după ocuparea unui post militar Vechile privilegii fiscale și penale au fost ridicate, apar diferențieri zonale: după avere și prestigiul familiilor senatoriale. În provincii apusene, aristocrația senatorială va primi membrii germanici, sporind neomogenitatea ordinului. Apar grupuri individualizate: ilustres, spectabiles și clarissimi. 

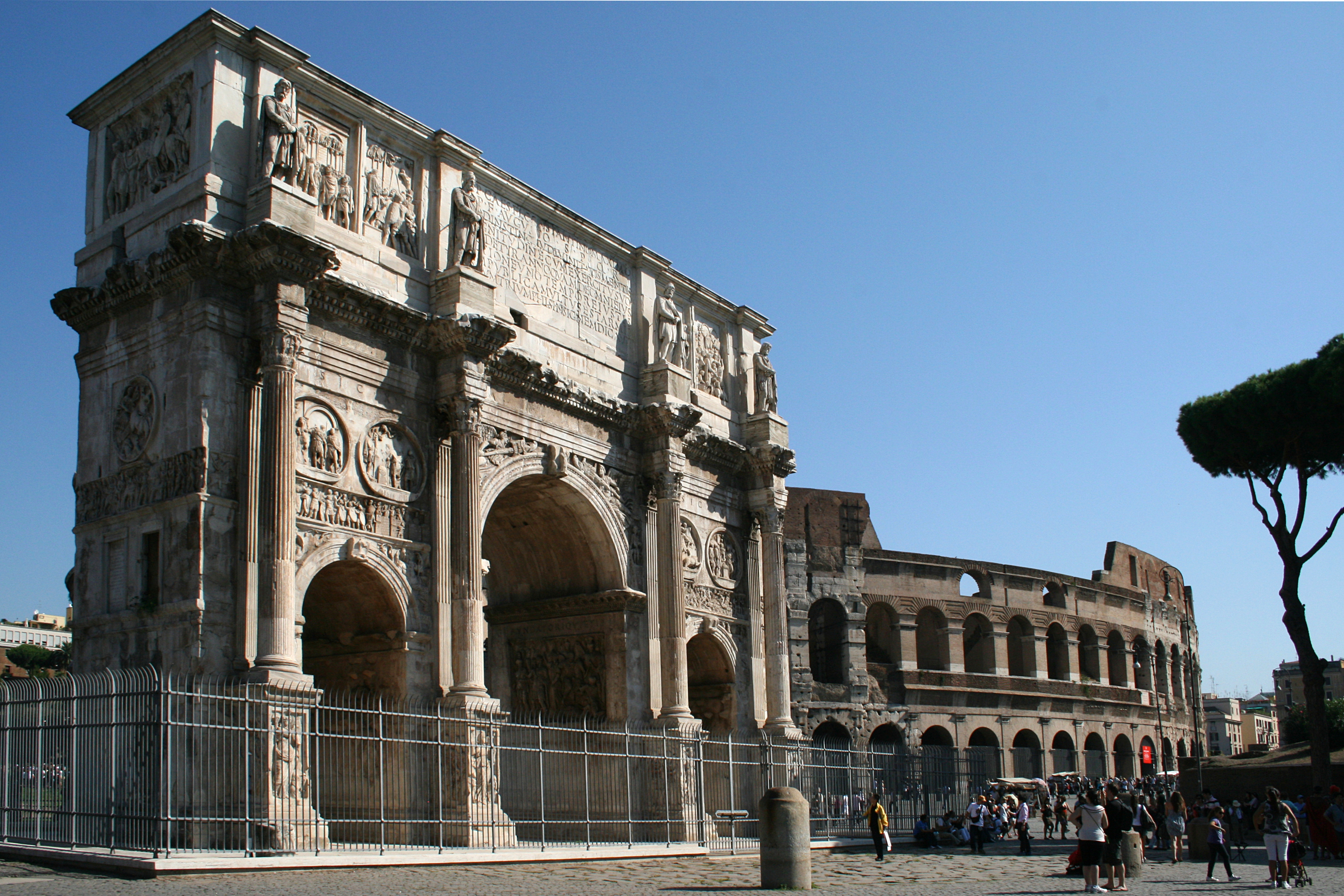
Arcul lui Constantin

Decurionii erau compuși din elitele municipale, ce erau deținători de proprietăți funciare ce aveau că obligații să plătească impozite, să supravegheze mersul poștei, să susțină cheltuielile pentru transportul trupelor, să repare drumurile, ediciile publice, să recruteze soldații, să controleze regimul prețurilor, să organizeze cultul imperial, să organizeze și să supravegheze jocurile și spectacolele, distribuțiile de grâne. Mulți curiali au încercat să se refugieze în domeniul militar. Multe elite încercau să se se îndrept spre zonele periferice urbane, să se integreze în lumea rurală. 
Humiliores era o compoziție ceva mai omogenă, formată din populația săracă a mediului urban și rural: țăranii, săracii, colonii și sclavii. 
Plebea era alcătuită din plebs rustică ce trăia dincolo de area urbană și plătea annona și capitatio, și plebs urbană ce plătea doar annona . Cei din mediul rural erau obligați să întrețină armata, de aceea renunțau la proprietățile lor punându-se sub protecția marilor proprietari. Plebea urbană se ocupă cu activități meșteșugărești, dar a căror statute juridice s-au degradat. 
Colonii erau indivizi cu pământuri proprii, cu restricții de mobilitate în spațiu, impozitele plătite e ei fiind preluate de patronii lor. Dioclețian și Constantin i-au legat de domeniile lor pe care le lucrau, prevăzând pedepse pentru fugă de pe pământ sau sprijinul fugarilor. 
Sclavii proveneau tot din prizonieriatul de război și se ocupau de munci domestice. Distincția dintre coloni și sclavi tindea să se estompeze, sclavii deținând o mică avere. 

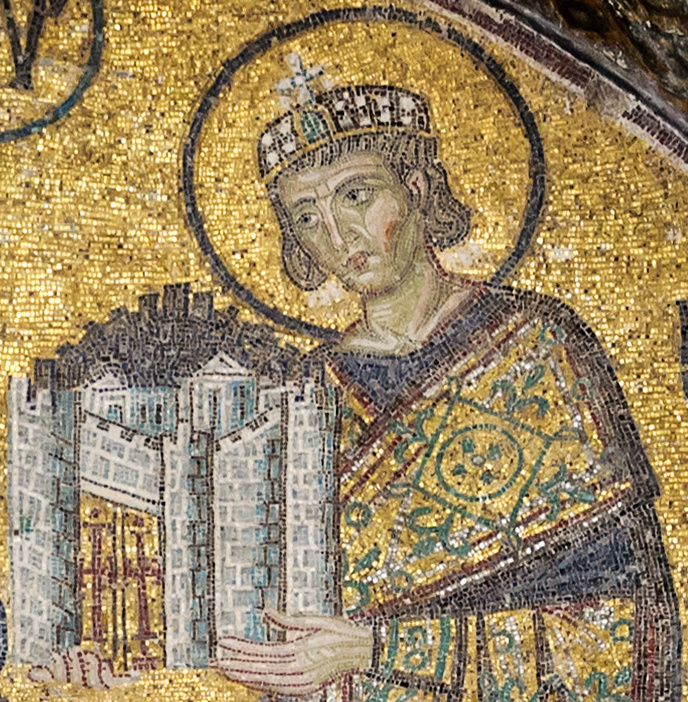
Constantine I

Pe plan religios, împăratul se consideră trinisul lui Dumnezeu și protectorul creștinismului. A dorit să îmbine nouă religie cu ideologia să imperială în privința guvernării statului. A plătit daune bisericii pentru proprietățile confiscate și a finanțat construirea a noi biserici. Sub Constantineini sunt indicate cu strictețe tipurile de sacrificii și procedurile permise. Sacrificiile sunt interzise treptat, iar în 331 sunt inventariate bunurile templelor, fiind închise sanctuarele în care se desfășurau riturile imorale. Prin conciliul de la Niceea din 325 este precizat doctrinar creștinismul-Credo-ul, conturându-se discuții religioase asupra naturii lui Isus, fiind susținut dublă natură a lui Isus, cea umană și divină. Arianismul recunoștea doar natură umană. 
Un document falsificat în 850 susține că ar fi făcut o donație episcopului Romei ce constă în terenuri de stat. A introdus noi legi influențate de preceptele creștine. A anulat pedepsele precum serviciul de gladiator, mutilarea și sclavia temporară. A introdus legi inovatoare în privința căsătoriei și vieții familiale. Orice fapt comis împotriva unui împărat creștin devenea un sacrilegiu împotriva divinității. Împăratul putea interveni în administrarea bisericii și în chestiunile fundamentale ale credinței. Numeroși credincosi au început să se identifice cu imperiul care odinioară îi persecutase și doreau să aibă un cuvânt de spus în privința administrării acestuia. Biserica a integrat multe instituții de stat și organizații în structurile proprii. 
La 22 mai 337, Constantin a murit, la câteva zile după ce a fost botezat și increstinat.

## Valentinienii și Theodosienii

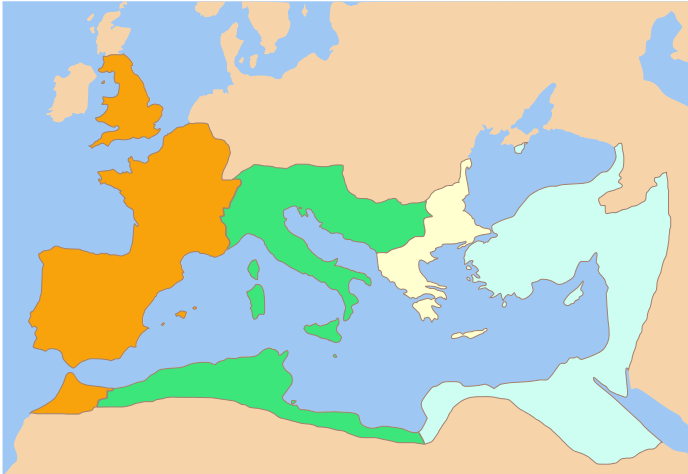
Imperiul Roman în 337

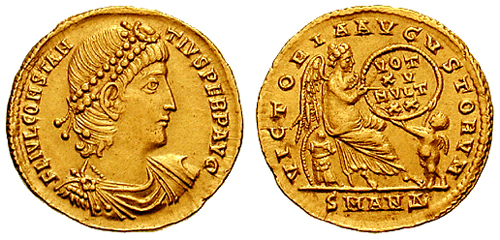
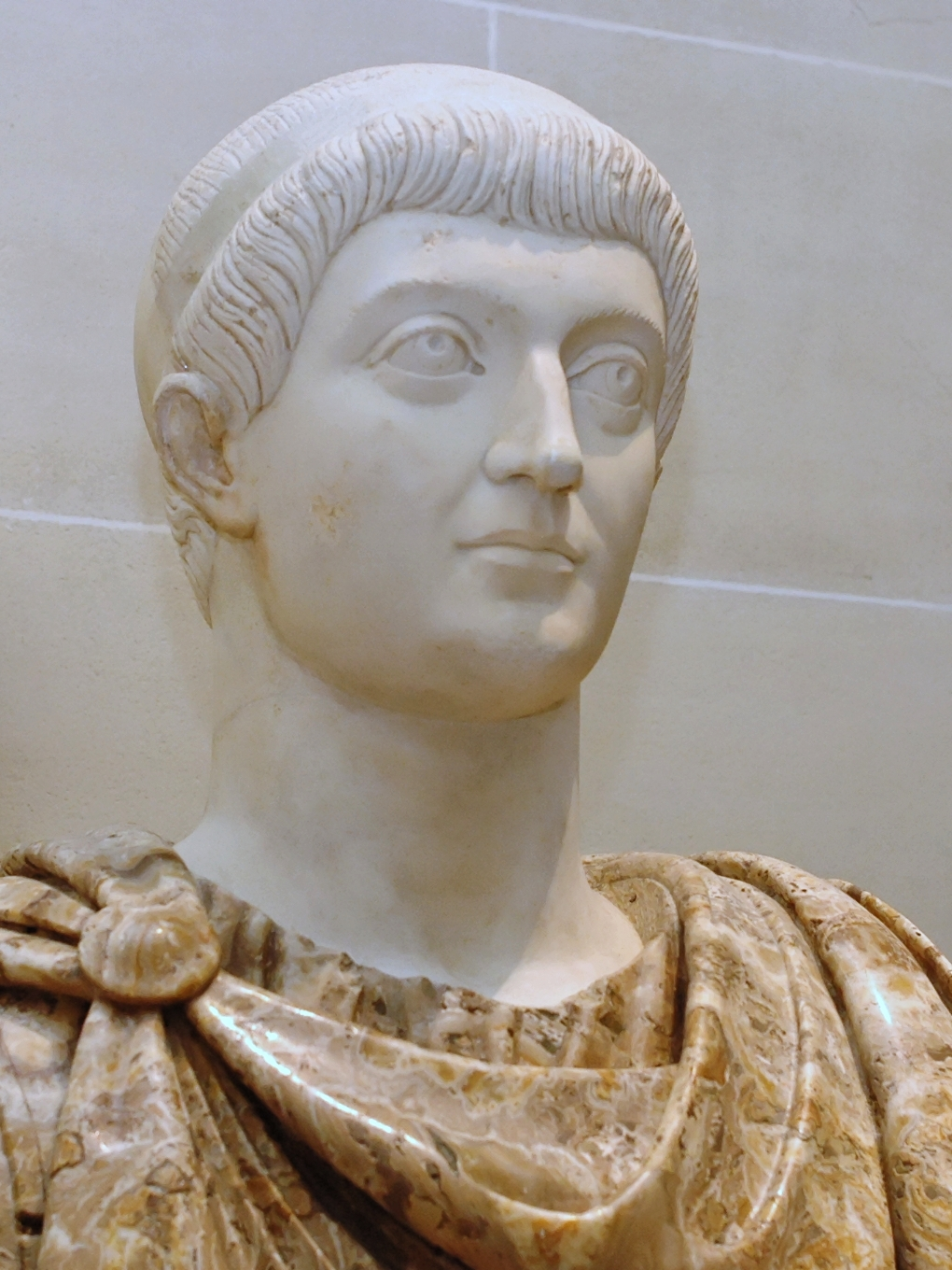

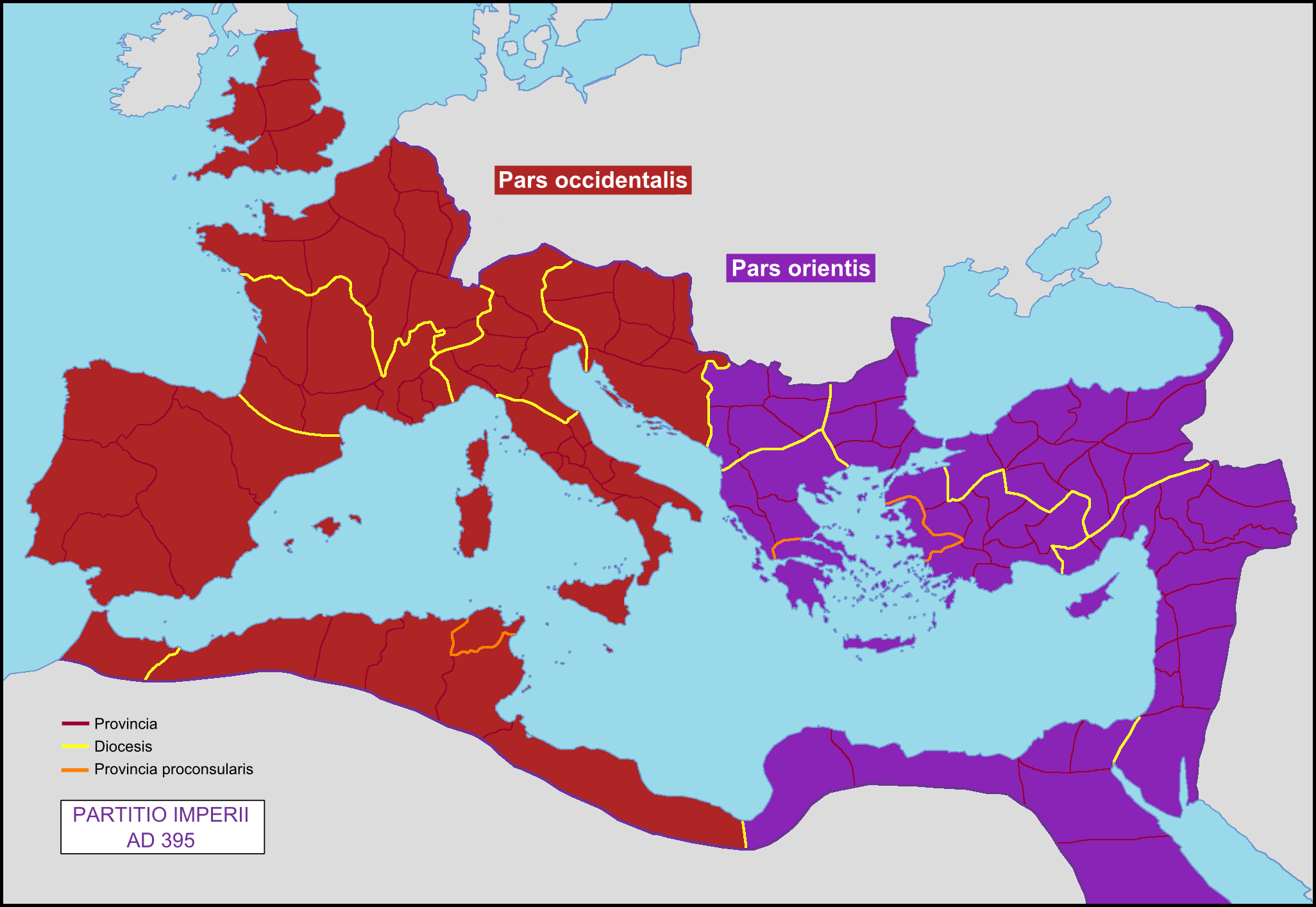
Divizarea finala a imperiului roman

Imediat, toți cei trei fii ai săi au preluat titlul de Augustus. A urmat războiul fratricid, în care Constantius II, fiul Faustei, și-a ucis toate rudele din al doilea mariaj al tatălui sau. A ieșit triumfător din lupta pentru putere. A respins atacul perșilor și a continuat politică religioasă a lui Constantin. Dar dezbaterile aprinse provocate de arianism și alte sciziuni și erezii amenințau stabilitatea imperiului. Constantius a încercat să recreeze coeziunea politico-religioasă punând accent pe rolul suprem al împăratului creștin. Ceremoniile de la curte erau marcate de zelul sau religios, ce va rămâne o trăsătură pregnantă în Imperiul Bizantin. În contextul conflictului cu perșii, Constant s-a răsculat împotiva lui Constantin II ce guverna în Occident. A ieșit învingător, dar în cele din urmă, Constantin II este ucis la Aquileia, iar Constant rămâne singurul stăpânitor al Apusului, confruntându-l pe uzurpatorul Magnentius de origine barbara. Constantius II , care guverna în Orient, îl învinge pe Magnentius la Mursa și Mons Seleuci, iar francii și alamanii pătrund în Gallia. 

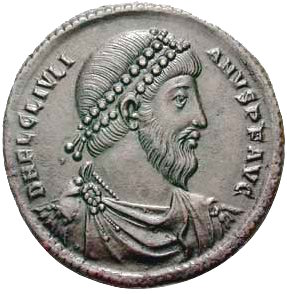
Julianus II

Lui Constantius i-a urmat la tron în 361 vărul sau, Iulian, care era cooptat că cezar al vestului din 355. A preluat titlul de augustus, opunându-se lui Constantius din 360. Pentru că dpusnea de o bogată cultură și având aplecări filosofice, a fost unul dintre personajele tragice ale antichității târzii. Având pasiune pentru filosofia greacă și admirând vechea Roma, a renunțat la credință, reconvertindu-se la păgânism, și a încercat să elimine creștinismul, instaurând un cult neoplatonic dedicat Soarelui, Nu i-a persecutat pe creștini. A murit bătălia de la Maranga, în războiul cu perșii în 363, iar cultul Soarelui s-a destrămat și a fost denumit „Iulian Apostatul”. Trupele îl proclamă împărat pe Flavius Iovianus, care prin politică să defensivă, pierde multe posesiuni câștigate în Mesopotamia de Galerius. Se reîntoarce la creștinism. 
În februarie 364, un militar de profesie, Valentinian I , a fost proclamat împărat. La cererea armatei sale, l-a numit că împărat al estului pe Valens, ce locuia la Constantinopol și interzice sacrificiul precum și intrarea în temple și răspândirea tămâii. Și-a îndreptat atenția asupra consolidării urgențe a granițelor imperiului. I-a împins pe alemani din Galia dincolo de Rin și a construit forturi de-a lungul graniței, de la Marea Neagră până în Raetia. A demarat politici financiare, ce presupunea austeritate extremă, reforme văzute cu ochi nu prea buni de către aristocrația romană. Fratele sǎu, Valens, se confruntă cu goții și perșii. 

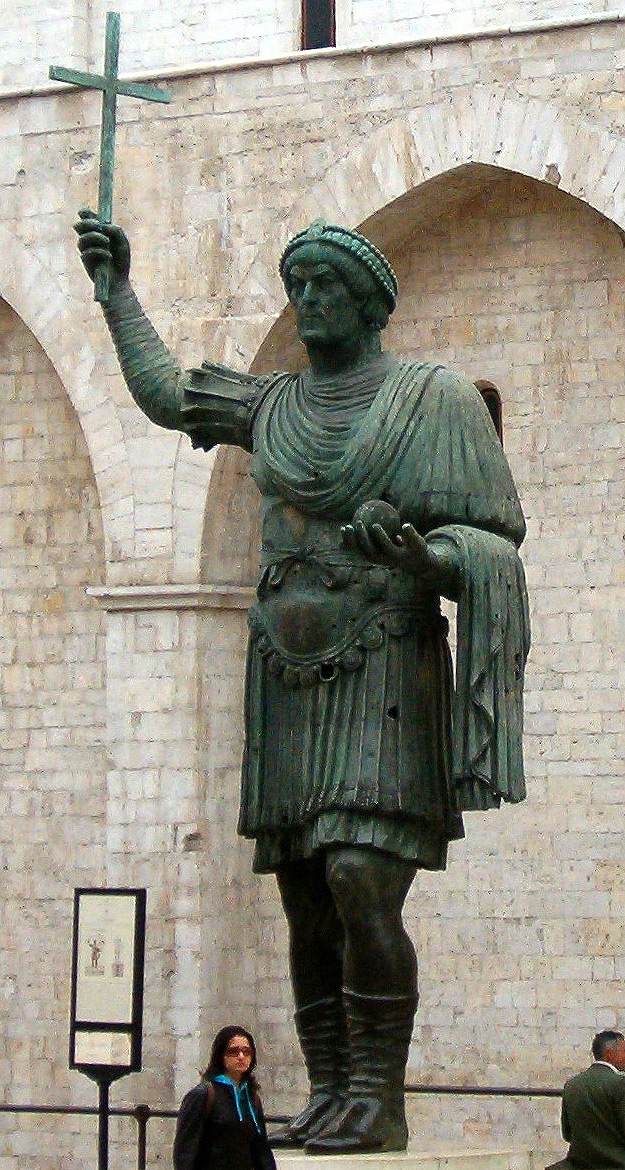
Valentian I

În 375, Valentian moare și este urmat de Grațian ce a închis și distrus templele păgâne. În 376, a adus coloniști vizigoți în Tracia, însă aceștia au migrat spre sud, în Grecia. Războiul a devenit iminent, iar nepotul lui Valens, Grațian, a adus trupe imperiale. Valens nu a așteptat ajutorul și a fost înfrânt de vizigoți în 378 la Adrianopol, unde a fost ucis. Goții au cucerit Europa de Est. 

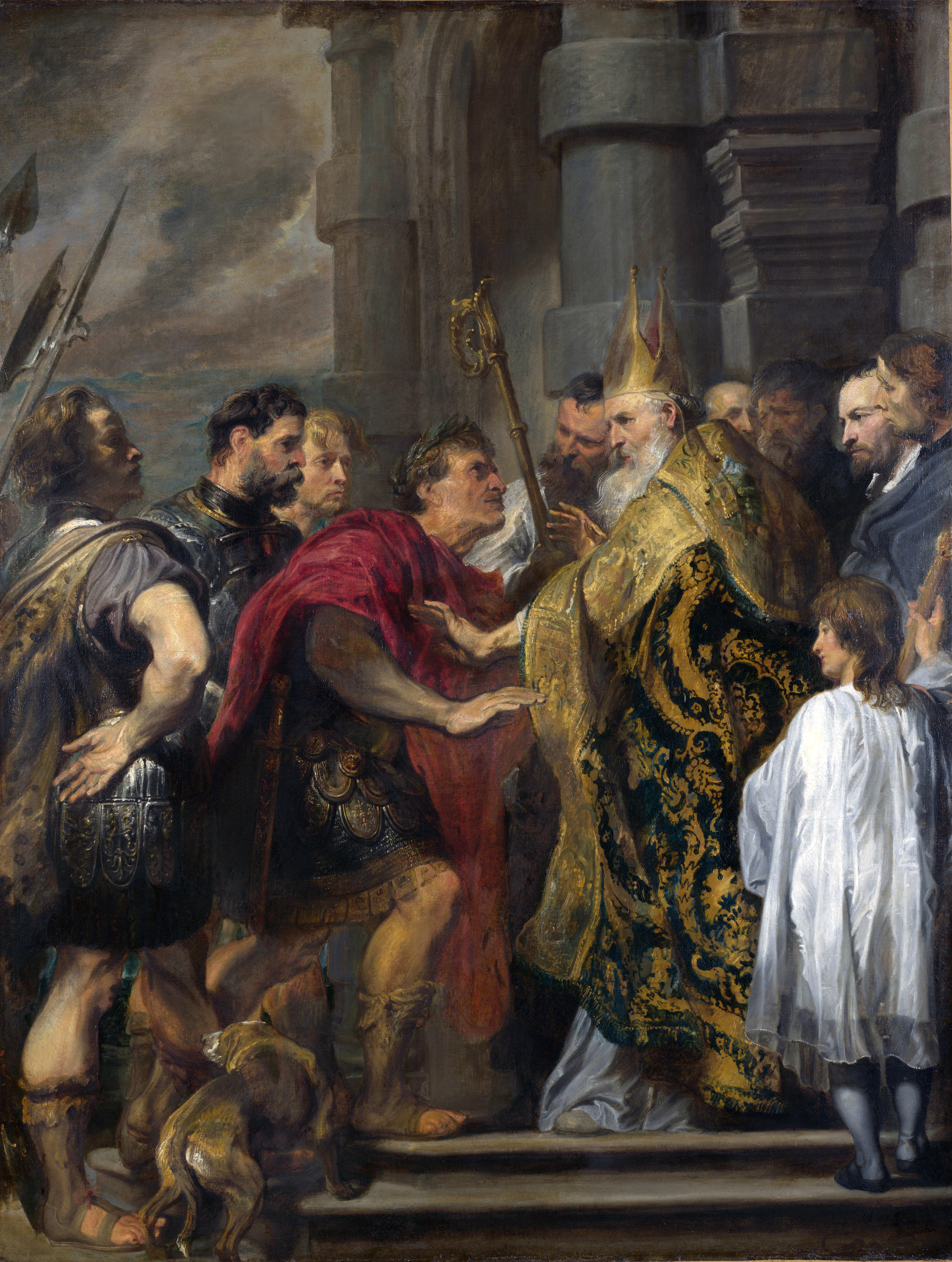
Theodosius

Succesorul lui Valentian în Vest a fost fiul sau, Grațian, dar generalul Teodosiu I a deținut puterea politică, astfel Grațian l-a numit augustus al estului în 379. Theodosiu a încheiat un tratat cu vizigoții în calitatea de federați ai imperiului în 382, cedându-le teritorii de la sud de cursul inferior al Dunării. A rezolvat conflictul cu perșii, stabilind frontieră comună pe Caucaz. După moartea lui Grațian, Theodosiu și-a concentrat eforturile asupra creștinării totale a imperiului ,luptând împotriva cultelor păgâne. A scos altarul Victoriei din curia senatului, iar prefectul orașului primește ordin de a se construi basilica sfântului Petru.Retrage donațiile și privilegiile templelor păgâne, continuând politică lui Grațian. În 391 interzice cultele păgâne.
A proclamat în 392 învățăturile Sinodului de la Niceea și credință Romei drept religie a imperiului. Grațian și Theodosiu au renunțat la titlul de pontifex maximus, pe care l-a preluat Papa. Thedosiu a avut viziuni religioase și politici progresiste. A solicitat ajutorul comandanților teutoni pentru a-l contracara pe uzurpatorul Eugeniu. În 396 interzice jocurile olimpice. La moartea sa din 395, Theodosiu a împărțit imperiul între fii săi, Arcadius primind partea de răsărit cu Constantinopolul, iar Honorius a luat partea romană de apus.